# 台鐵EMU900型電聯車
臺鐵EMU900型電聯車是臺灣鐵路公司（原臺灣鐵路管理局，略稱臺鐵或臺鐵局）的第六代通勤型電聯車，由韓國現代Rotem原裝製造。臺鐵首度於本型車採用10輛固定之編組。

## 概要

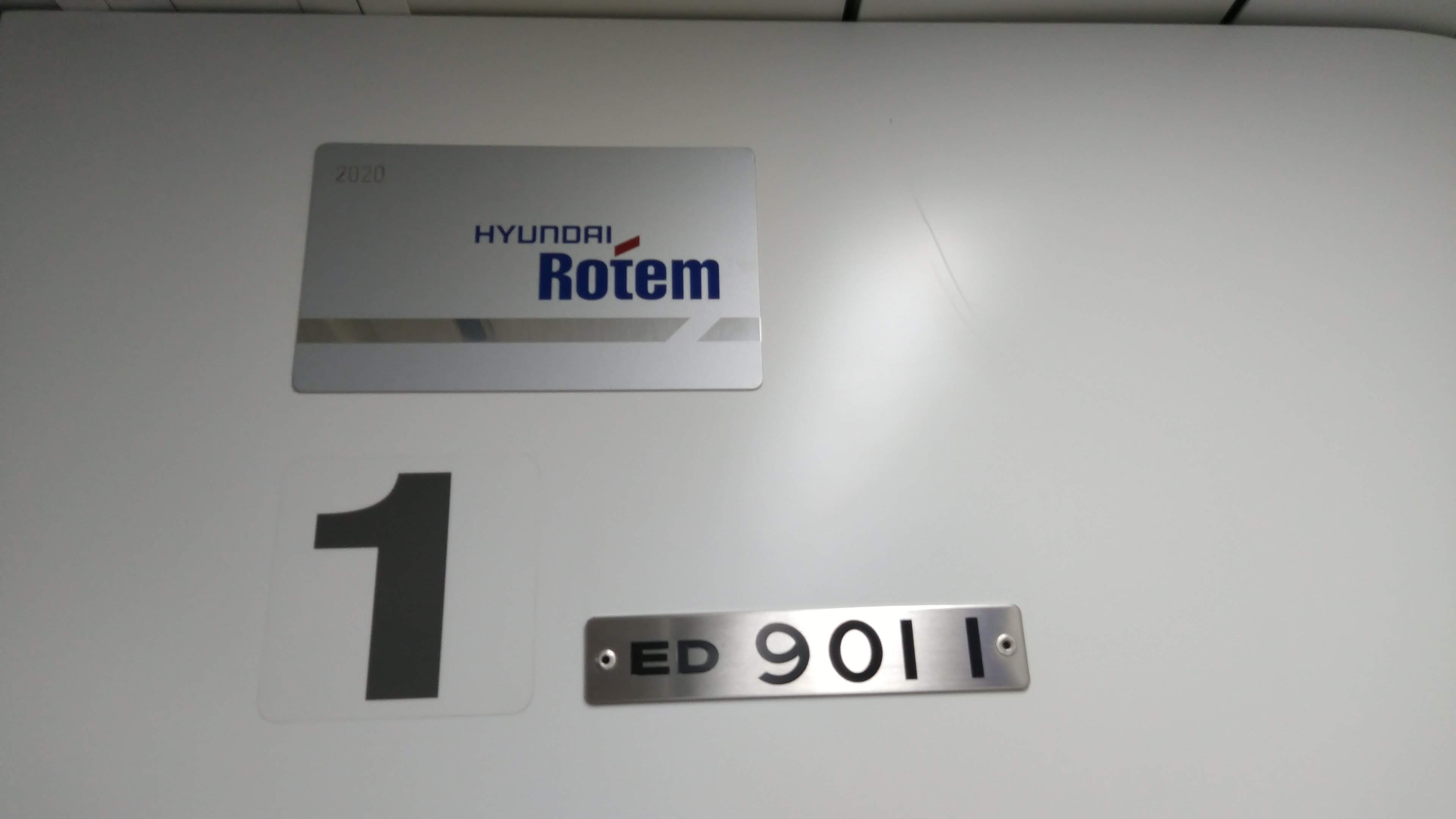
現代Rotem製造銘版

EMU900型是台鐵因應西部幹線捷運化政策及南迴鐵路電氣化完工，加上準備淘汰摺疊門莒光號及復興號車廂及原有車輛已不敷使用，繼2007年購置20列40組160輛EMU700型、2012年購置43列86組344輛EMU800型並獲好評後，以2015-2024年度臺鐵整體購置及汰換車輛計畫辦理購置。該款通勤電聯車也是台鐵繼2012年EMU800型電聯車採購案後最大宗的台鐵電聯車採購案，於2020年至2023年間完成交車。台鐵預計在陸續完成交車後，原配置於臺北機務段的EMU500將移往宜花東或電氣化支線行駛，新竹機務段的EMU800將移至中南部行駛，七堵機務段配屬車輛預計將行駛區間快車，該款列車則預計投入縱貫線北段區間車及宜蘭線及縱貫線山線及嘉義以北之縱貫線南段中長途區間快車等班次運用，以期藉此舒緩臺灣北部都會區間的尖峰時段運量，並填補中南部都會區間的尖峰時段班距過長的問題。

### 引進簡史
2015年度，臺鐵整體購置及汰換車輛計畫（2015-2024年）提出520輛通勤電聯車採購案，原先規劃全採8輛固定編成設計。隨後考量因應縱貫線北段中短程通勤旅次大幅成長，既有的8輛編組通勤電聯車已無法應付該區間尖峰時段的龐大運量，以及該區間路線容量不足，無法再增開區間車班次，因而決議將其中360輛變更為10輛固定編成，於2015年底提出160輛與360輛通勤電聯車採購案。
2016年中旬，進行160輛通勤電聯車採購案招標，但過程不順利，且該年的2016年中華民國總統選舉後中央政權輪替，因而暫停招標程序並變更採購規範，將原有160輛與360輛通勤電聯車採購案合併，統一為10輛編成設計520輛通勤電聯車採購案，於2017年10月重新公告並對外公開招標，採最有利標方式進行。2017年12月進行第一次開標時，因僅有現代Rotem公司參與投標而宣布流標。2018年3月進行第二次開標時，唯一投標廠商現代Rotem公司直接進入廠商資格審查及評選程序；最終於同年5月宣布本型車由該公司得標，並於6月完成簽約程序。
2019年12月13日，臺鐵發布本型車外觀、內裝等有關資訊，並表示本型車首批2列20輛編組，預定於2020年8月交車，其餘50列500輛編組，預計在2021-2023年間分四批交車完畢。
2020年4月22日，現代樂鐵原承諾提早至6月26日可交車，但受疫情影響人力調度困難，且零件物料來自世界各地，如韌機來自德國、集電弓來自法國等，導致需要延遲交車。台鐵表示，韓國廠商已有告知，雖然首批20輛的物料都已備妥，但受到嚴重特殊傳染性肺炎疫情影響，組裝工人、各國安裝技術指導人員等，都無法如期前往使組裝作業延遲導致安裝指導人力不足，因此來文並到台鐵說明，最終首批20輛於同年10月24日交車。為迎接從花蓮港下船的新車，花蓮港線重新鋪軌試車，希望10月交車後能在3個月內完成驗證與測試，以期2021年春節前順利將通勤電聯車投入北部新竹－基隆區間運行。
2021年1月，因受到嚴重特殊傳染性肺炎影響，德國軔機廠商無法及時趕到台灣調整剎車參數，通車時程因此延後。2021年3月6日臺鐵正式公佈，預計3月底軔機系統做最後調整校正後，將在4月1日舉行首航，由樹林開往基隆，並於4月4日清明連假起執勤連假疏運任務。4月6日起，開始加入正班車營運。
2023年9月，最後一批1列10輛於9月15日到港，11月10日完成測試後，臺鐵於11月16日特別安排自行車EMU900體驗之旅。11月18日EMU900全數交車，臺鐵於樹林站舉行「臺鐵有愛 暢行無礙」交車儀式。

### 交車時程與車輛歷史

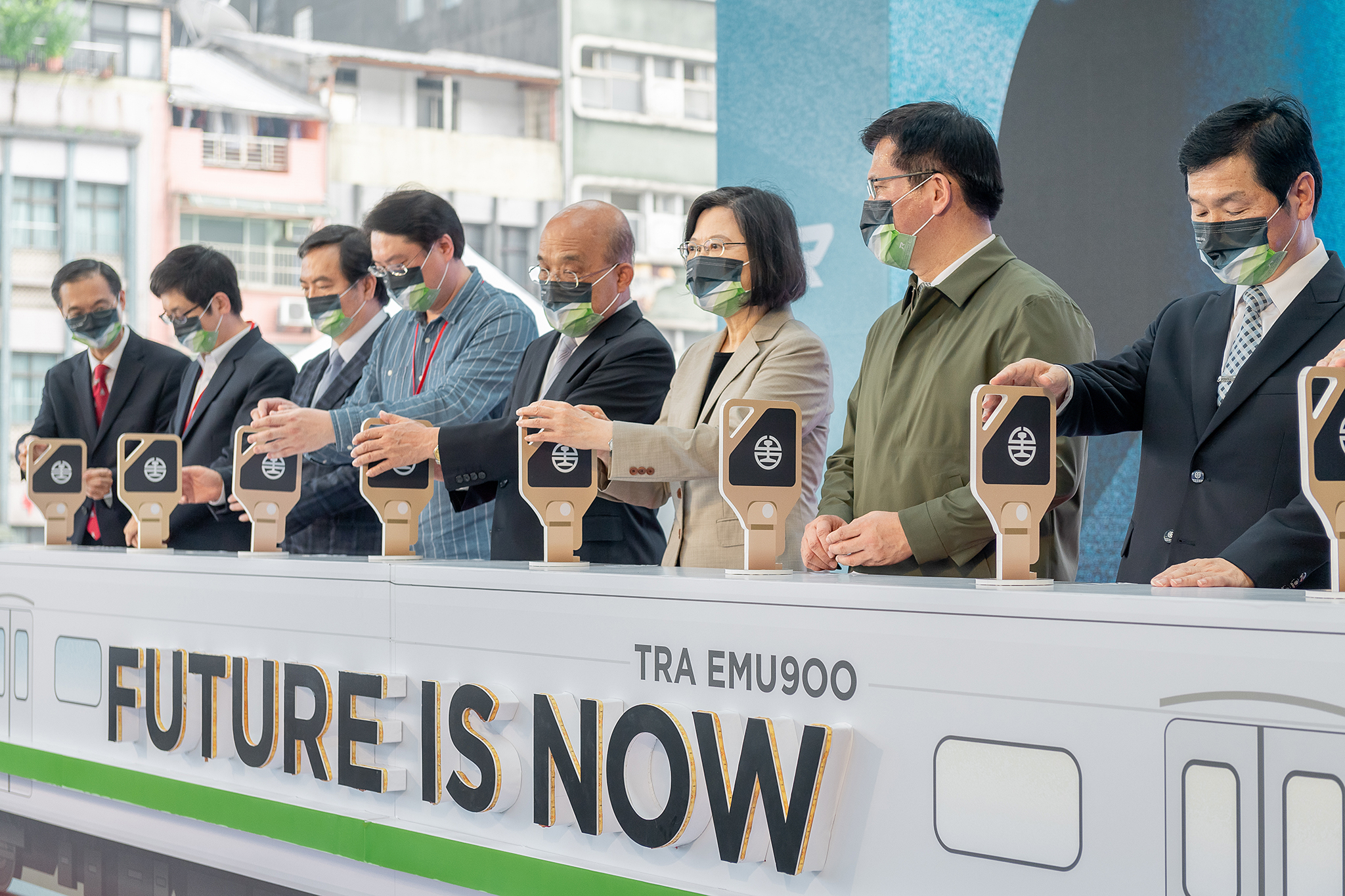
時任中華民國總統蔡英文出席首航典禮
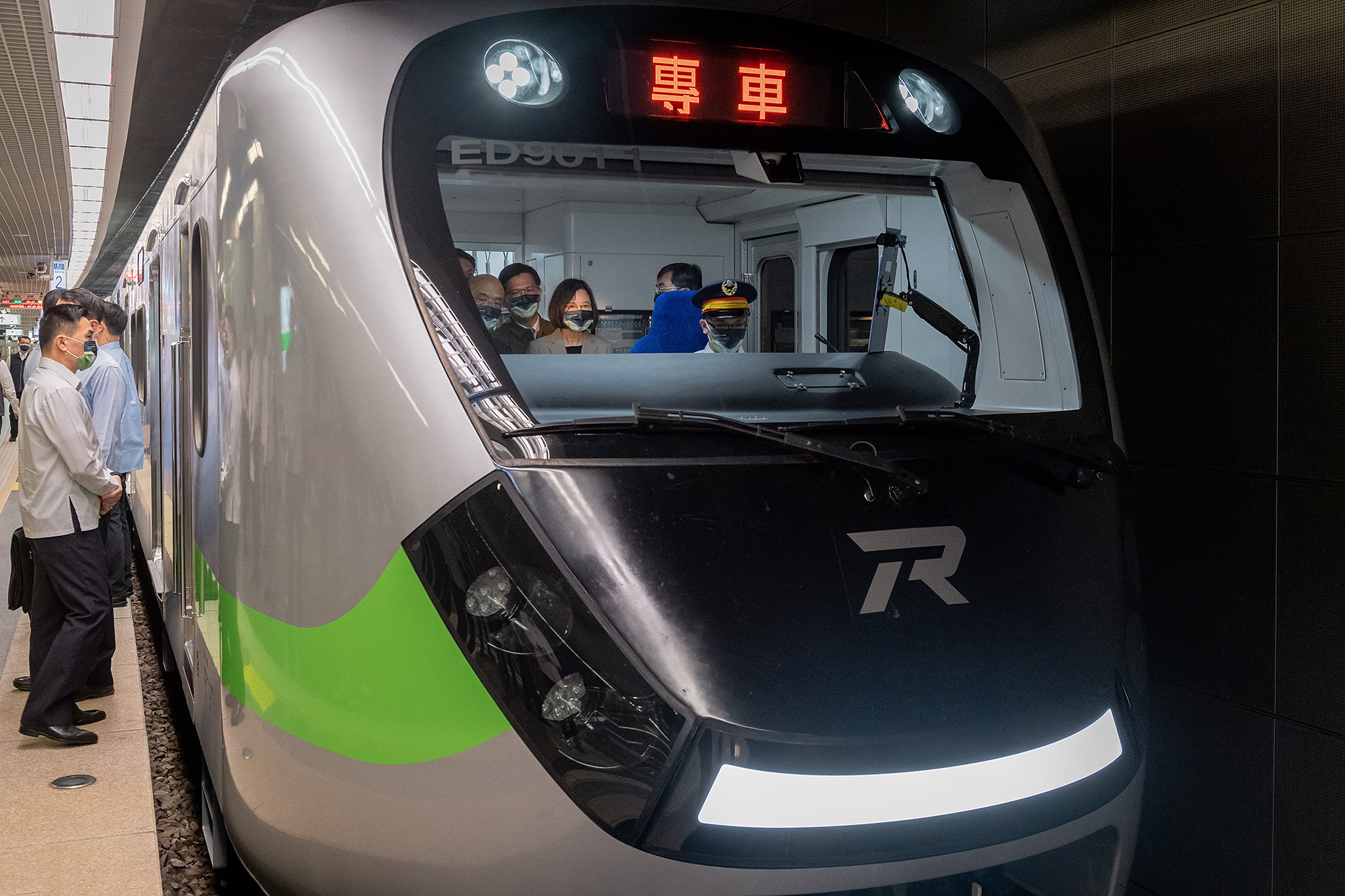
典禮專車

## 規格與構造

### 車輛外觀
本型車外觀由現代Rotem與法國MBD Technologies工業設計團隊（其作品有KTX-山川、港鐵東鐵綫現代列車等）進行合作，以「A Smiling Welcome」（笑臉迎人的姿態）概念，延續先前台鐵通勤電聯車的「微笑」特徵，自臺灣的現代都會與自然風景擷取靈感，融入具親和力的外型與和諧色彩之設計。值得一提的是，當初EMU900型的外觀設計有多種版本，後來設計團隊將它們分為三種類型：建築工業風、溫馨風與汽車工業風，最後由溫馨風勝出，便成為了今日EMU900型的外觀版本。

### 內裝與客室設備
本型車之內裝採用現代與新穎的設計風格，強調柔和、放鬆的氛圍及人體工學，以期帶來舒適體驗。根據現代Rotem提供的內裝預想圖以及舉辦於2019年12月之「鳴日 - 臺鐵美學復興」展覽，本型車的座位排列方式，原則上採與EMU700、EMU800型相似的非字型，其中方向垂直於行進方位的座椅，椅背加高並加裝頭枕來支撐乘客頭部，以期乘坐舒適度大幅提升。第3、4、7、8車之車廂中段座椅，為提升尖峰時段旅客載運量，則採用一字型配置，並於車門口的走道中央設立三叉式立柱。本型車本型車行李架採用板狀防滴水（類似內裝優化之EMU500型），但仍有開口維持座椅上方照度；上下台門之車內資訊顯示器（SI）的顏色改使用黑色系、易於維護的用色，開門方向指示燈設置於SI顯示器下方且減少為一顆，在第一車與第十車內部裝設直立式自行車架以增加走道空間，每列車共可載至12部自行車。車內原先的功能導向性貼紙改用標語貼紙，地板採用耐磨秏的材質及相襯的配色。
本型車廁所原預定設置在1、3、5、8、10車，而第1車和第10車為無障礙廁所，後變更設計改設置在2、6、9車，此設計是自EMU400引進以來，首次將廁所設於區間車的EM車內。

### 轉向架
本型車動力車（生產編號均以EM開頭）使用ROTEM RE2320B-M型動力轉向架，無動力車（駕駛拖車，生產編號均以「ED」開頭）以及電源拖車（生產編號均以「EP」開頭）採用ROTEM RE2320B-T型無動力轉向架。所有列車均安裝了停車制軔裝置（又稱停留軔機），長期停泊時不需再使用止動楔固定列車。

### 機電設備
本型車之機電系統，主變壓器、真空斷路器、牽引變流器、牽引馬達、牽引控制單元（TCU）等動力機電系統設備由東芝製造，因而成為繼EMU600型、EMU700型、EMU800型及TEMU2000型之后，台鐵第五款採用東芝機電系統的電聯車；輔助變流器（靜止變流器SIV）則是現代Rotem自製之設備；軔機系統部分則採用德國克諾爾集團（Knorr-Bremse）的製品。
本型車之牽引馬達、牽引變流器及牽引控制單元（TCU）設於2、4、5、7、9車，輔助變流器（靜止變流器SIV）設置在1、4、7、10車，集電弓、主變壓器、真空斷路器（VCB）及輔助風泵（啟動升弓用）設置在3、6、8車。主風泵（主空氣壓縮機）採用德國克諾爾集團製造之VV120-T型無油空氣壓縮機，在3、8車各設置2具。

## 形式說明與編組方式

### 型式說明
本型車首度採用（逆行端）ED9XX 1+EM9XX
1+EP9XX 1+EM9XX 2+EM9XX 3+EP9XX 2+EM9XX 4+EP9XX 3+EM9XX 5+ED9XX 2（順行端）之5M5T十輛編組方式組成。
ED9XX：駕駛拖車；EM9XX：馬達車；EP9XX：電源拖車

### 編成表
|          | EMU900 ←（逆行）屏東、高雄方向基隆、花蓮（順行）方向→ |                       |                       |                       |                       |                       |                       |                       |                       |                       |
| 車廂編號 | 1                                                     | 2                     | 3                     | 4                     | 5                     | 6                     | 7                     | 8                     | 9                     | 10                    |
| 集電弓   |                                                       |                       | ＞                    |                       |                       | ＜                    |                       | ＜                    |                       |                       |
| 型式     | 50ED900 1 (Tc)                                        | 45EM900 1 (M)         | 45EP900 1 (T)         | 50EM900 2 (M)         | 45EM900 3 (M)         | 45EP900 2 (T)         | 50EM900 4 (M)         | 45EP900 3 (T)         | 45EM900 5 (M)         | 50ED900 2 (Tc)        |
| 安裝機器 | SIV                                                   | VVVF,Rc               | Mtr,VCB,CP,ACP        | VVVF,Rc,SIV           | VVVF,Rc               | Mtr,VCB,ACP           | VVVF,Rc,SIV           | Mtr,VCB,CP,ACP        | VVVF,Rc               | SIV                   |
| 其他設備 | 、                                                    |                       |                       |                       |                       | 、                    |                       |                       |                       | 、                    |
| 重量 (t) | 50                                                    | 45                    | 45                    | 50                    | 45                    | 45                    | 50                    | 45                    | 45                    | 50                    |
| 載客量   | 座位30 立位                                           | 座位44 立位           | 座位54 立位           | 座位56 立位           | 座位48 立位           | 座位20 輪椅位8 立位   | 座位56 立位           | 座位54 立位           | 座位44 立位           | 座位30 立位           |
| 車輛編號 | 50ED901 1 : 50ED952 1                                 | 45EM901 1 : 45EM952 1 | 45EP901 1 : 45EP952 1 | 50EM901 2 : 50EM952 2 | 45EM901 3 : 45EM952 3 | 45EP901 2 : 45EP952 2 | 50EM901 4 : 50EM952 4 | 45EP901 3 : 45EP952 3 | 45EM901 5 : 45EM952 5 | 50ED901 2 : 50ED952 2 |

範例
- VVVF：主控制裝置（牽引整流/變流器（C/I）；VVVF變頻器）
- Rc：整流器
- Mtr：主變壓器
- VCB：真空斷路器
- SIV：靜態式變流器
- CP：空氣壓縮機（主風泵）
- ACP：輔助空氣壓縮機（輔助風泵）
- ：駕駛室,車長座位（1、10車）、乘務員室（5車）
- ：廁所
- ：無障礙設施（輪椅停放區及多功能廁所）
- ：自行車架

編成照

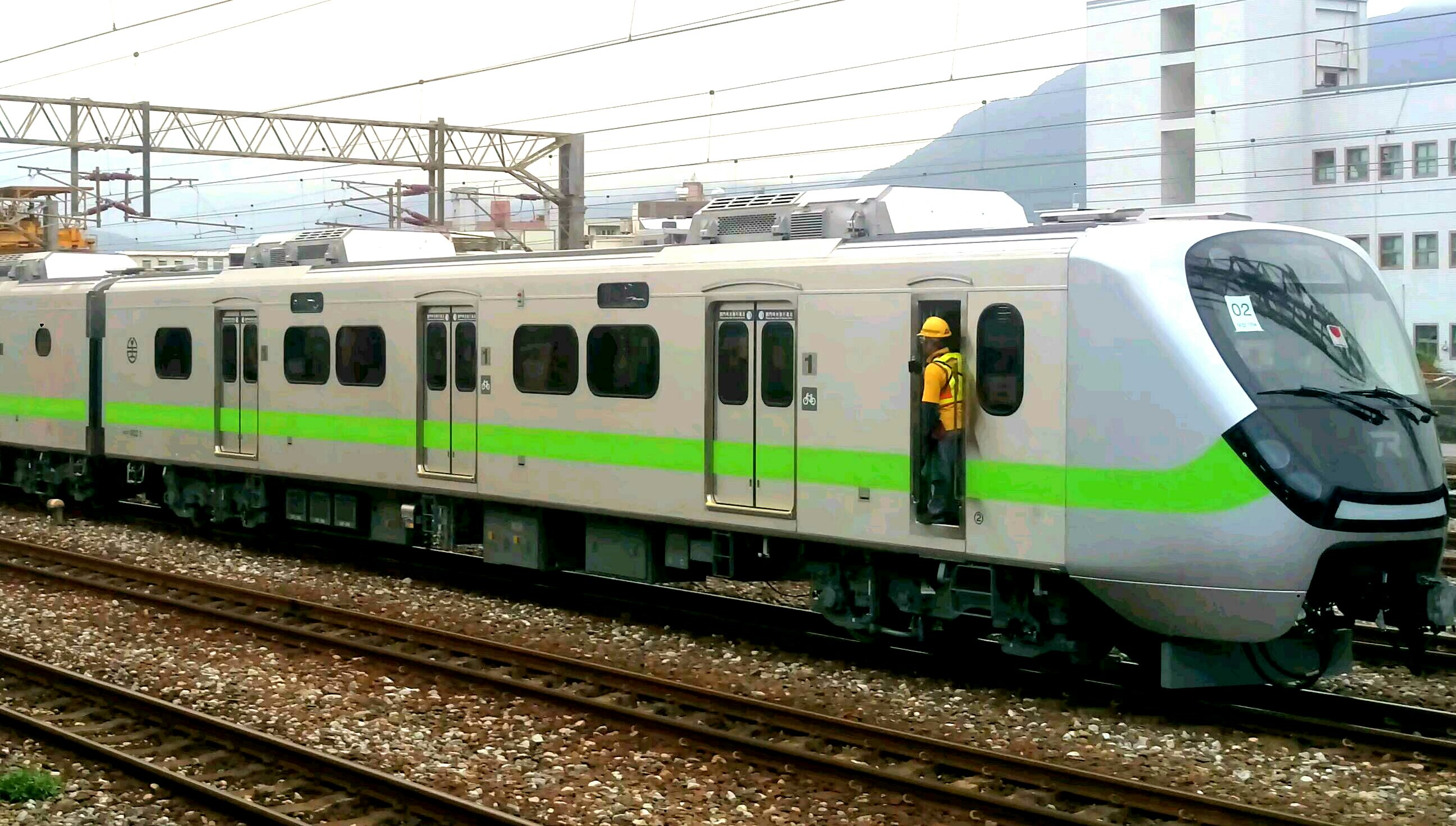
50ED900 1（第一車）
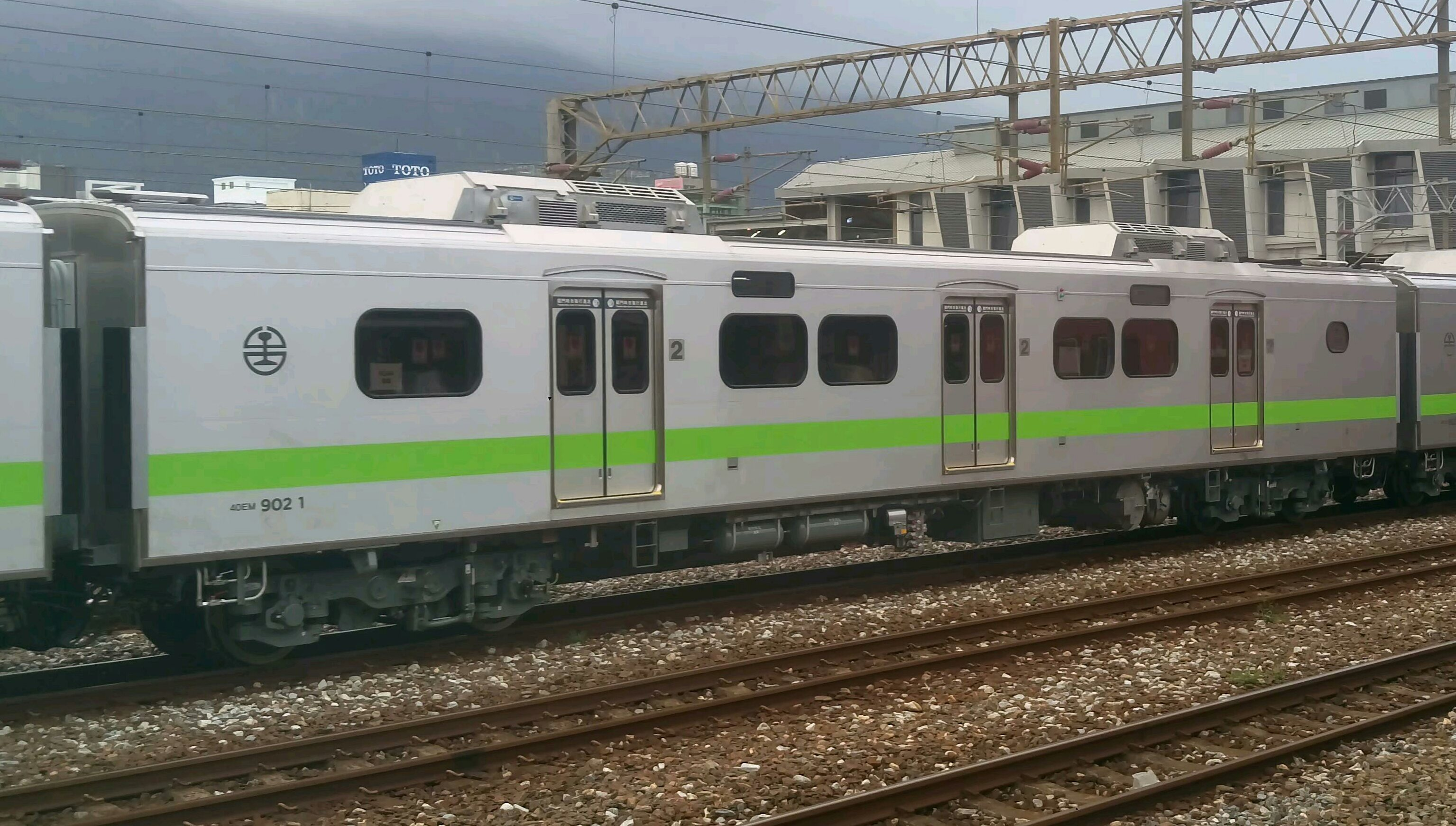
45EM900 1（第二車）
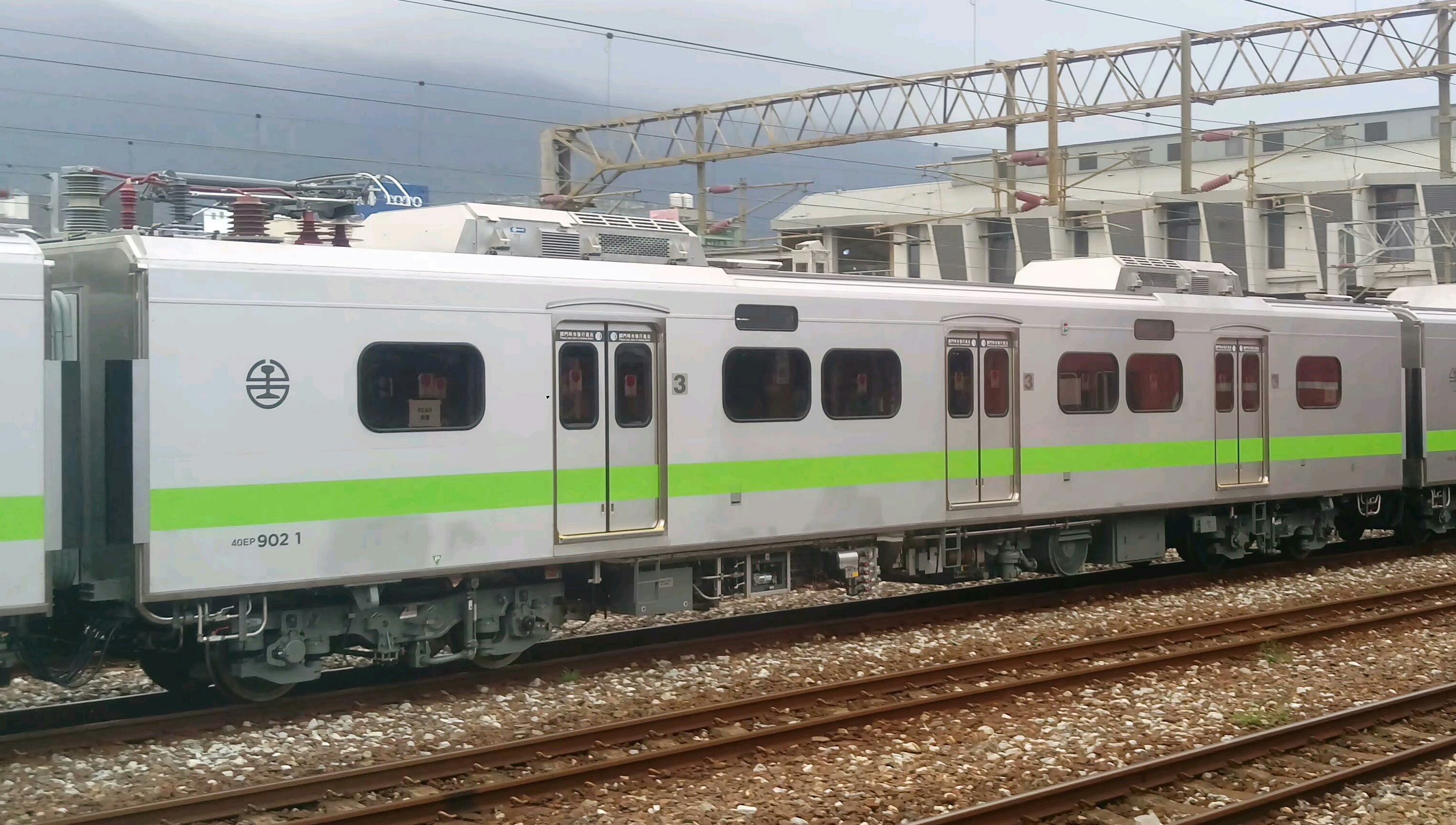
45EP900 1（第三車）
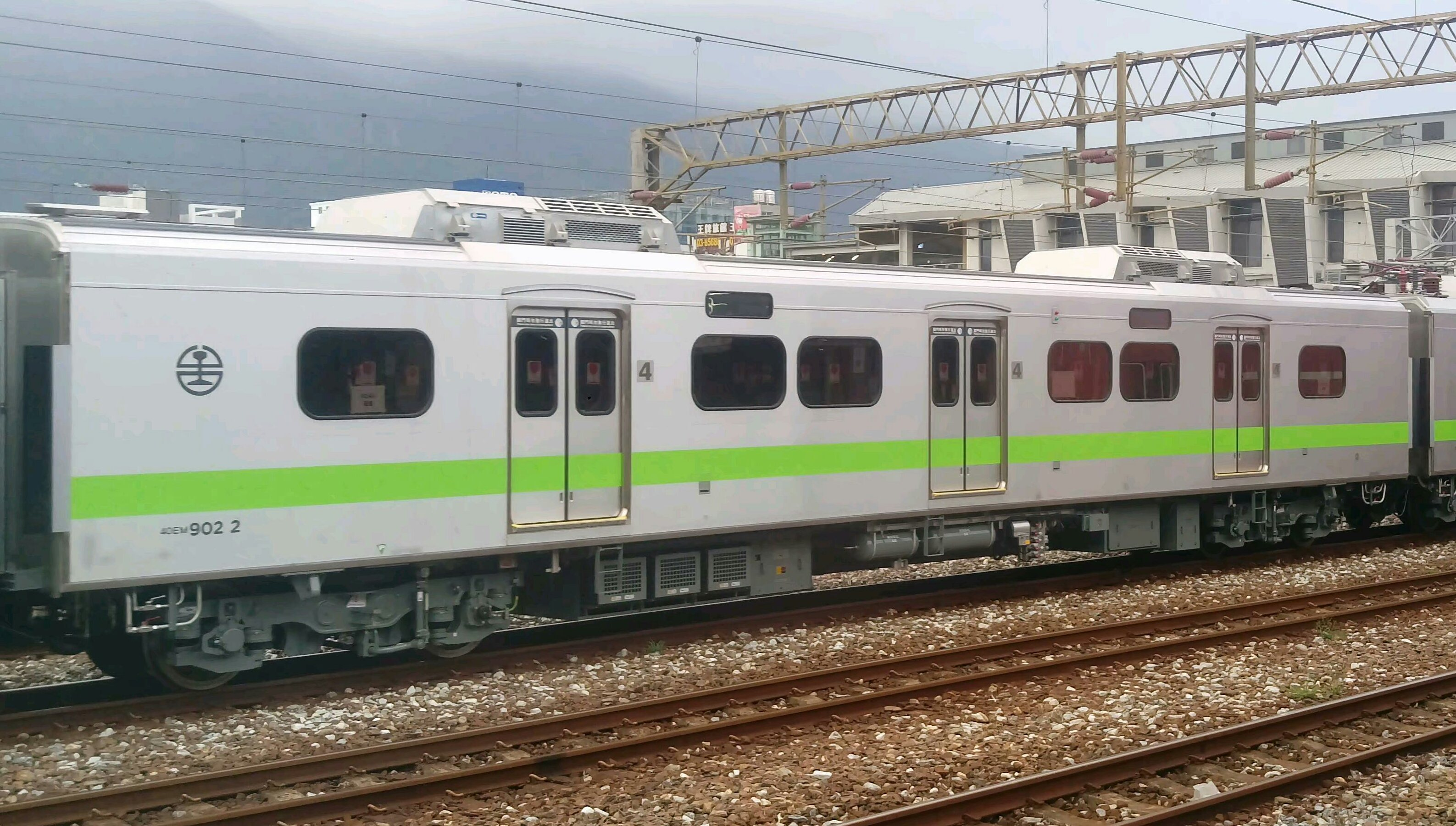
50EM900 2（第四車）
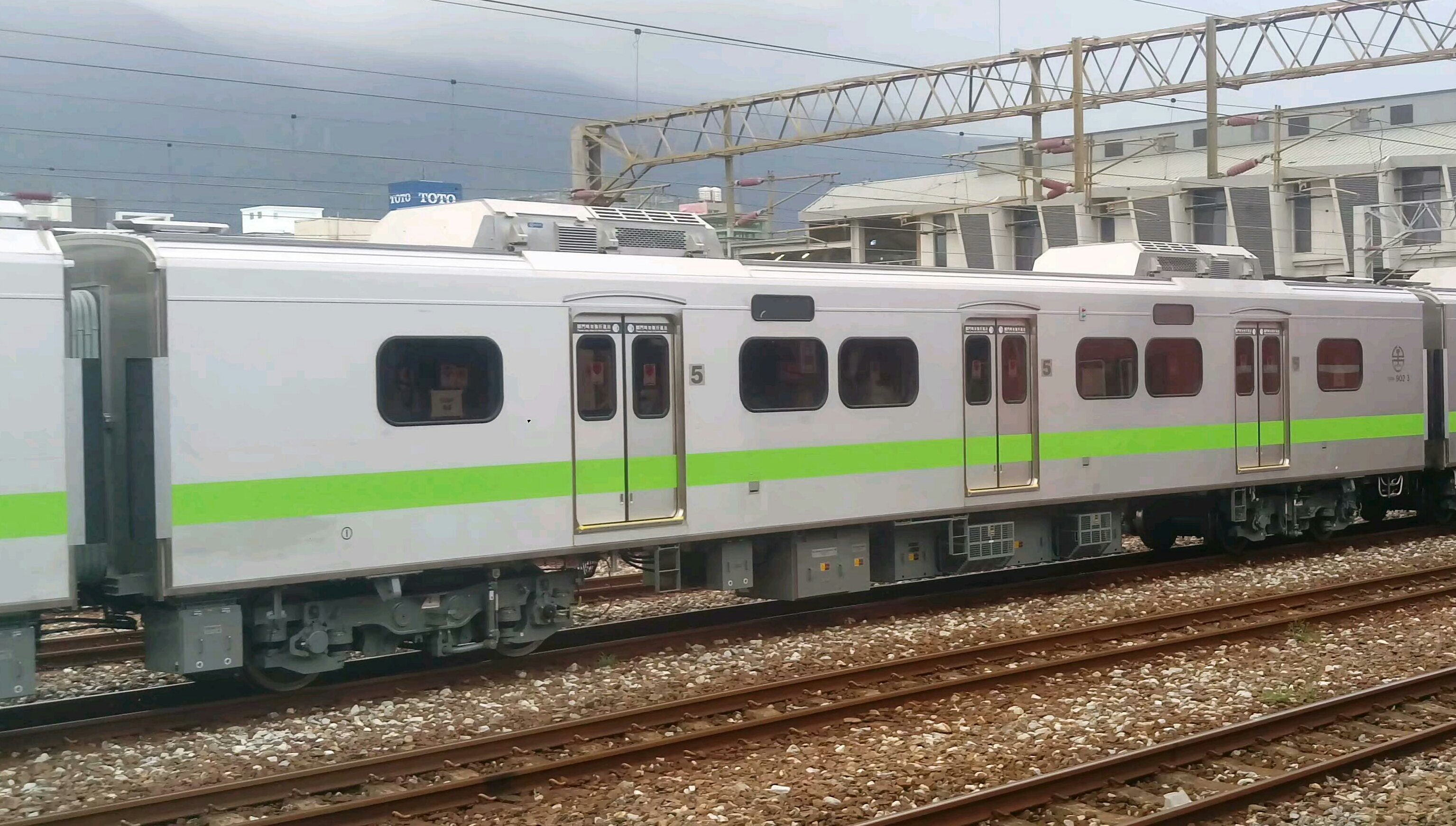
45EM900 3（第五車）
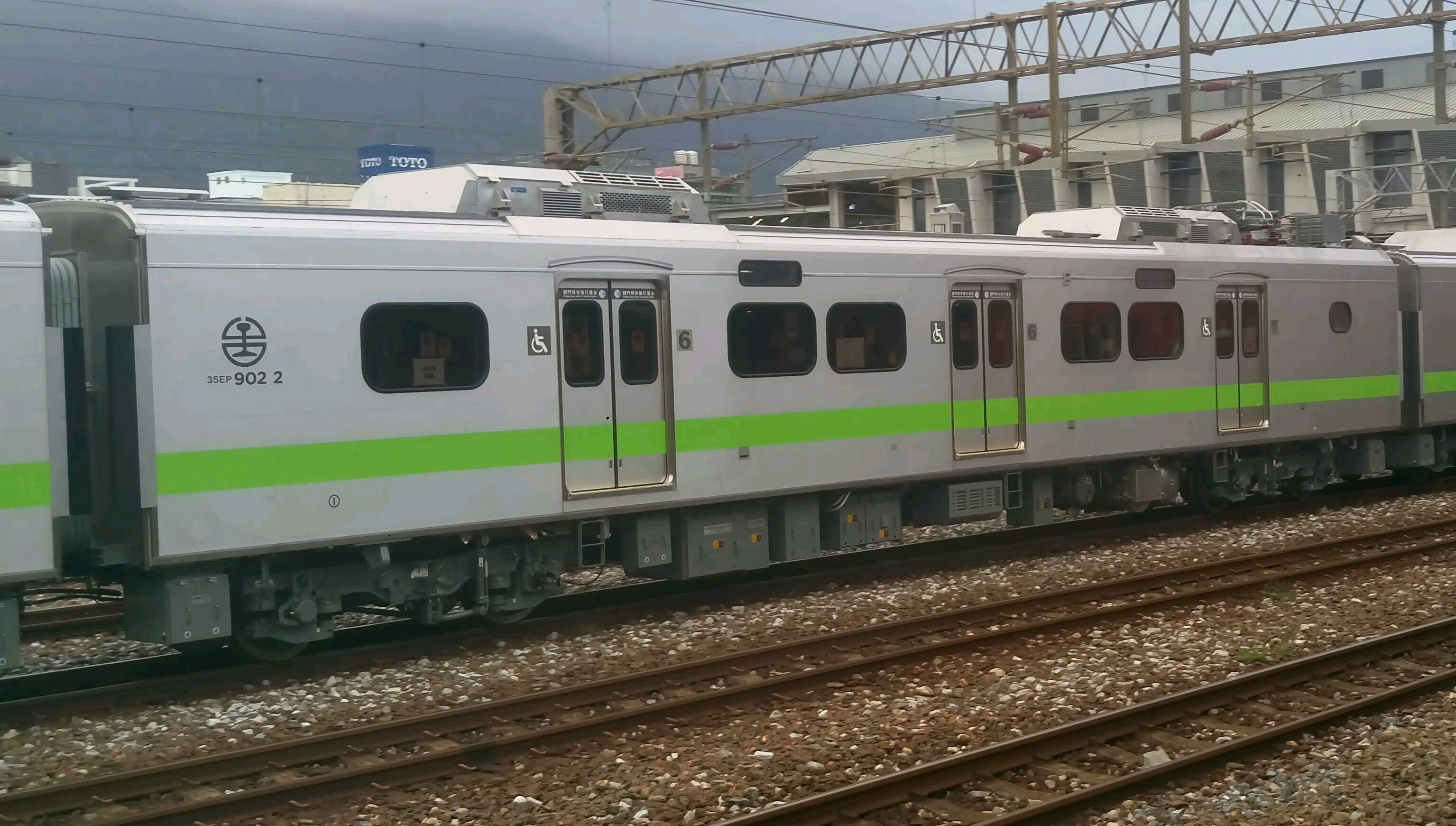
45EP900 2（第六車）
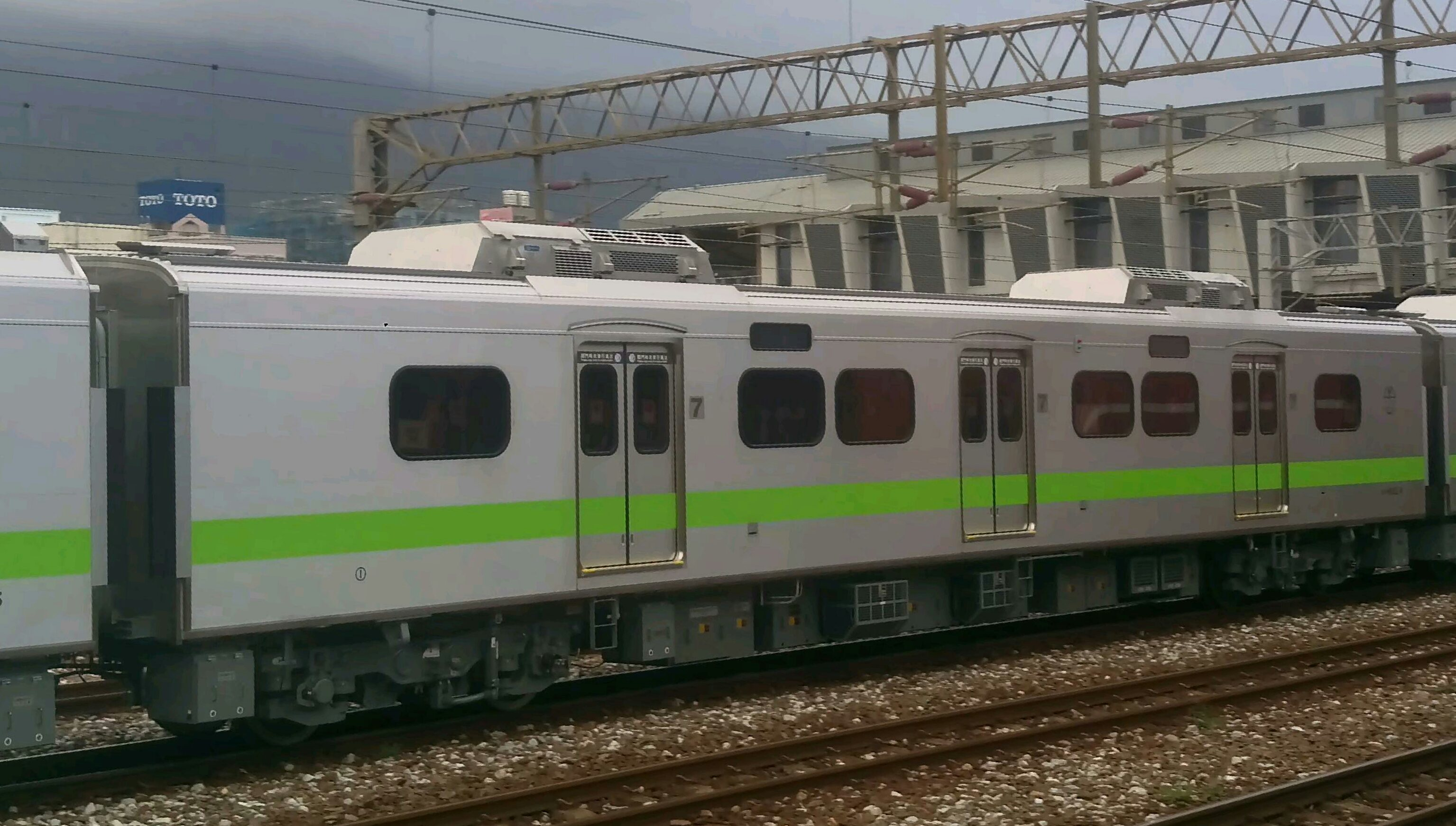
50EM900 4（第七車）
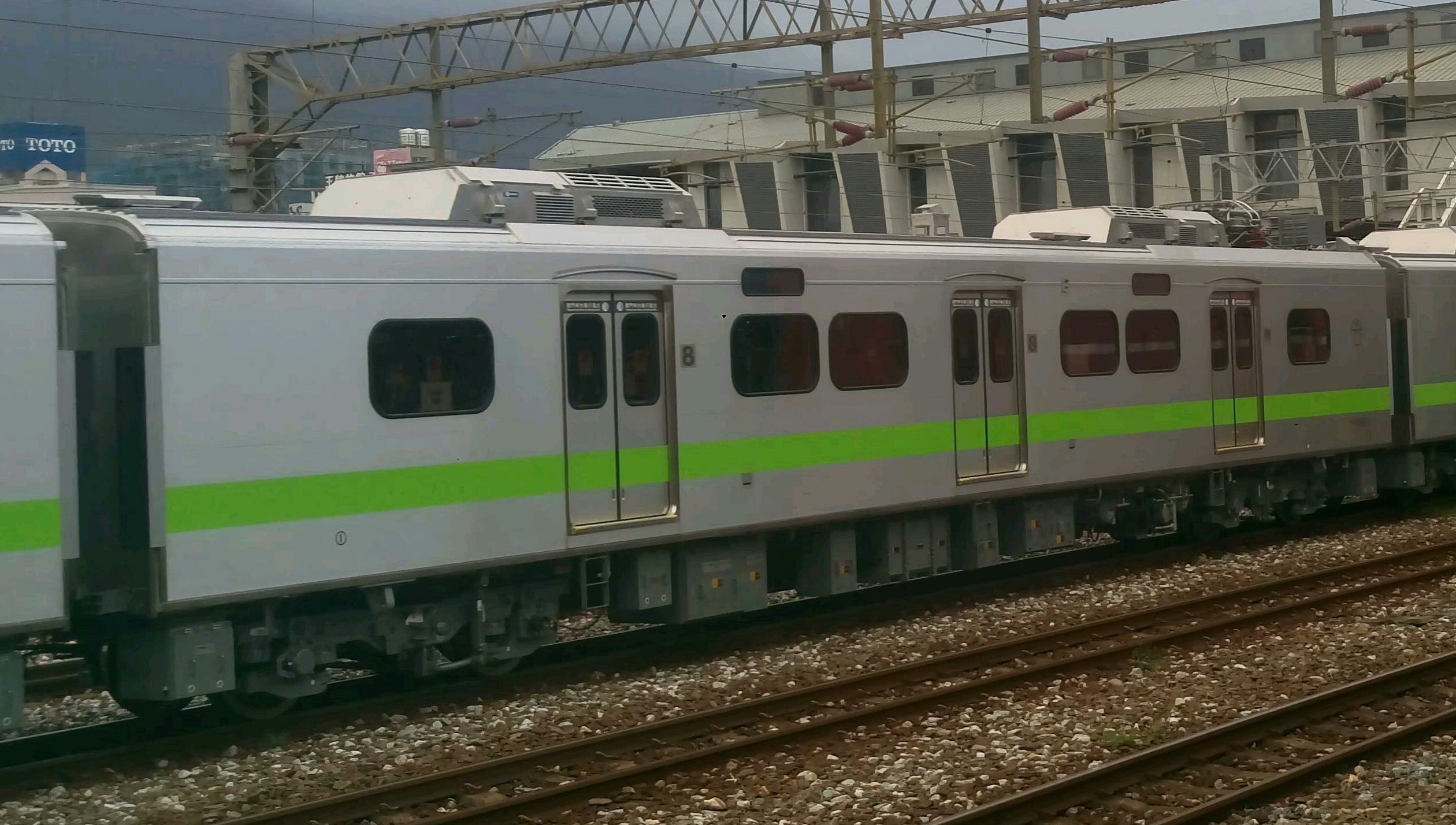
45EP900 3（第八車）
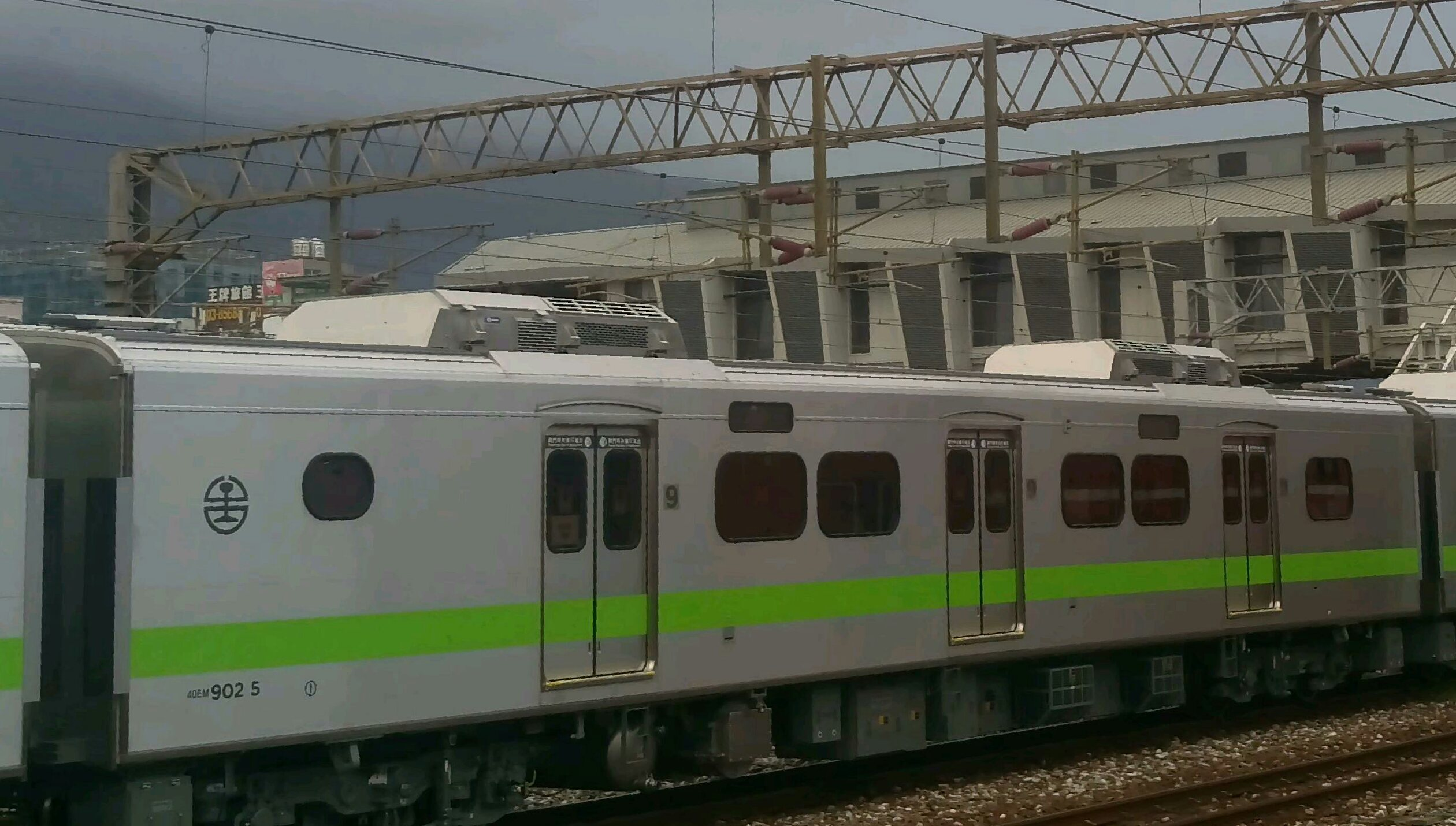
45EM900 5（第九車）
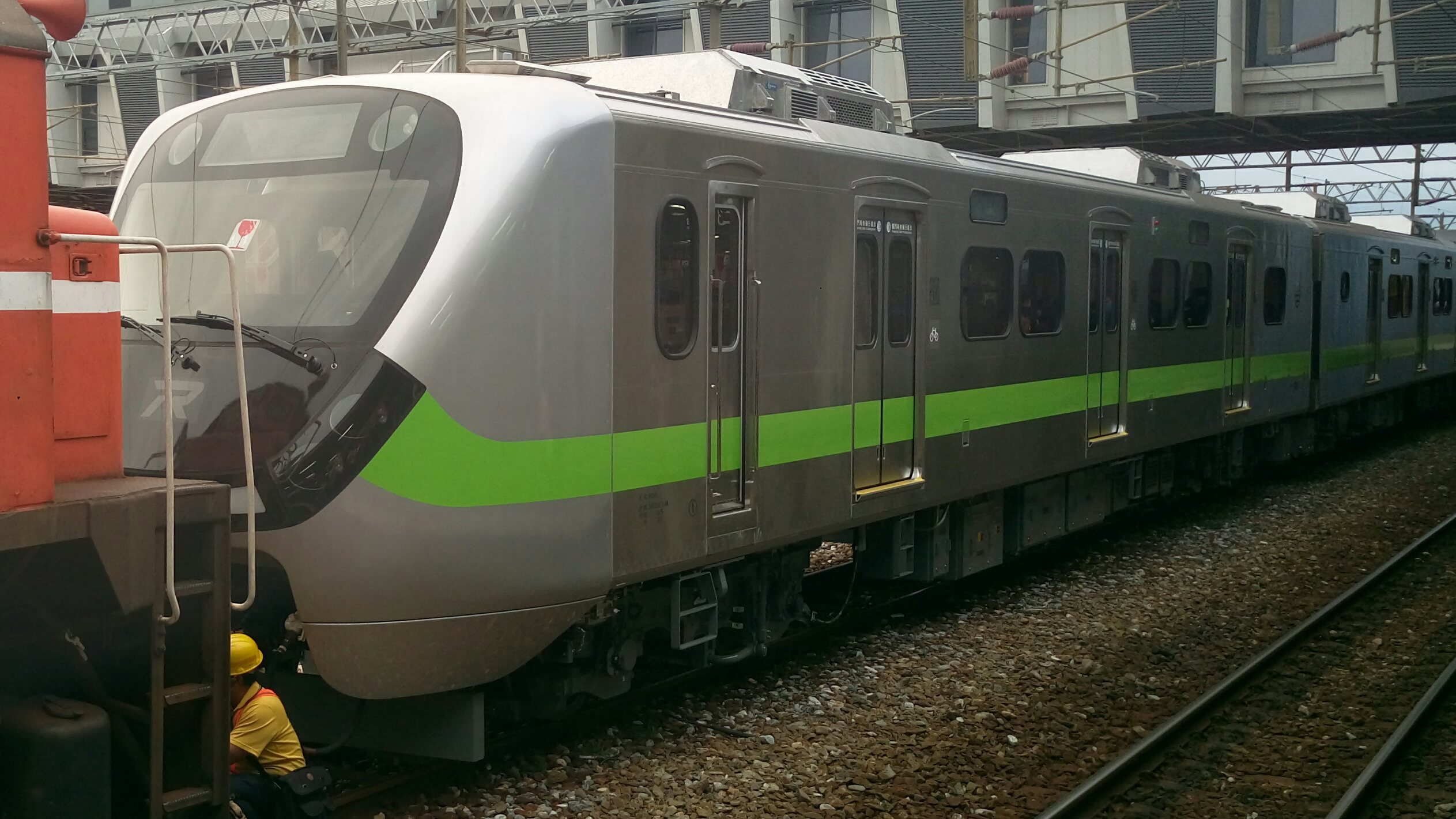
50ED900 2（第十車）

## 車站設施對應

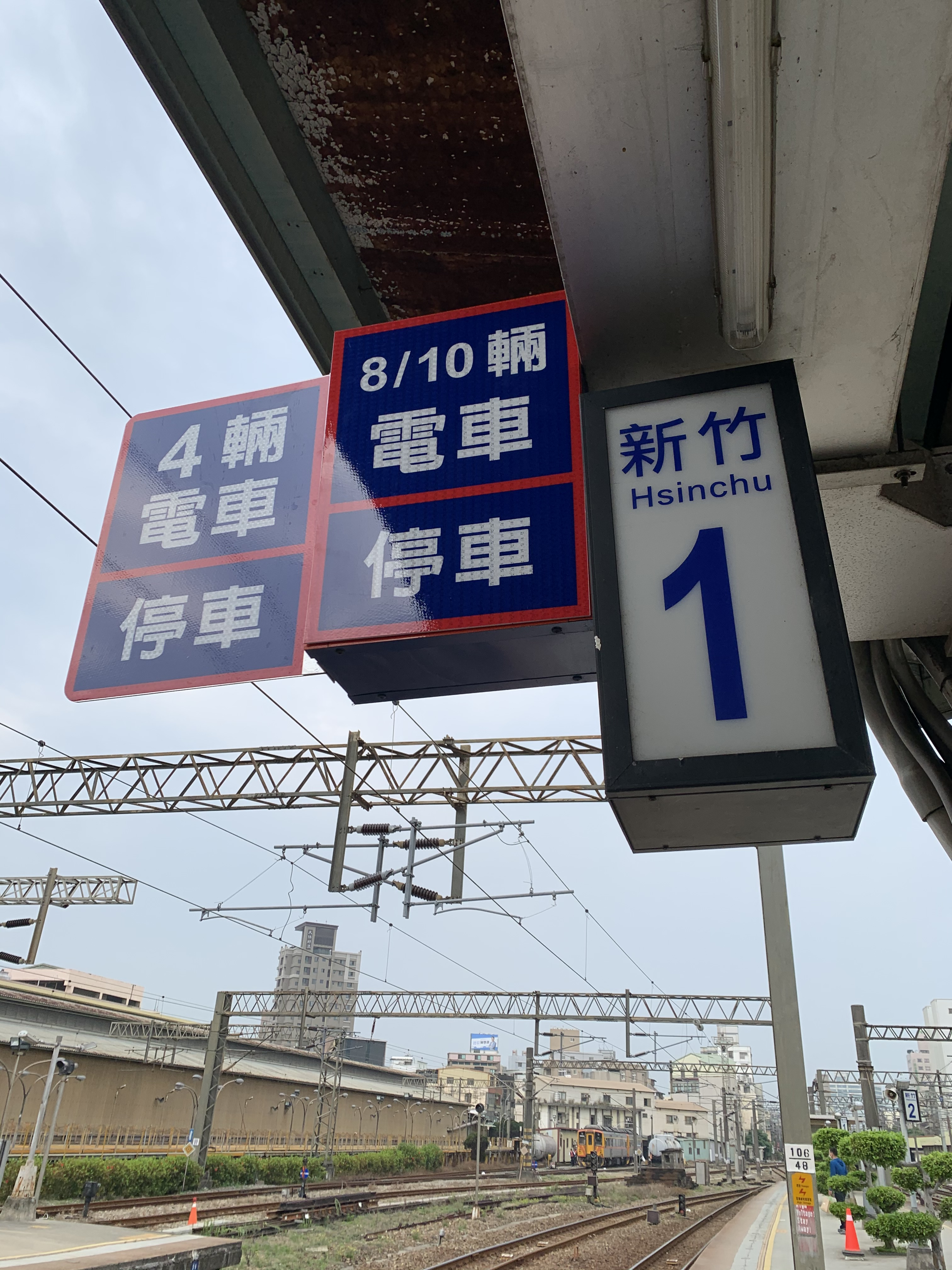
因應900型加入營運，新增10輛車停車標並修改舊有的停車位置

本車型是台鐵首次引進10輛編組的通勤電車，為此需要對部份車站進行硬體設施修改以符合營運所需，修改之處為：
- 25站月台加長工程：原有長度不足220公尺之車站月台，需加長至220公尺以上，使其能容納本型車10輛編組之車廂長度，至2022年目前，基隆-嘉義間、潮州-台東間全線車站月台加長施作完成，部分海岸線（海線）、縱貫線南段、北迴線、宜蘭線、台東線車站月台加長施作中，另左營、內惟、美術館、鼓山、三塊厝、民族、科工館、正義站在高雄市區鐵路地下化計劃興建時已預留220公尺以上之長度，陸續調整開放8及10輛電車停靠位置與空間[22][23]。
- 停車位置修正：配合本型車投入營運，部分車站新增10輛電車停車標，但其設計與原先8輛電車停車標合併，故需同步更改現有8輛編組電車之停車位置[24]。

## 爭議
- 現代精工（後來與其他2家廠商合併多次重組更名成現代樂鐵）在1994年低價搶標承造台鐵推拉式自強號列車，後該型列車不但設計不良經常故障，且該公司又不願負責並撤走駐臺保修員；台鐵曾因此提告求償新臺幣17億元，該承製商也因此備受質疑。[25]

- 在本型車招標階段時，台灣車輛公司董事長蔡煌瑯多次質疑該次標案技術性排除國內廠商，因而違背前瞻基礎建設計畫「國車國造」理念；在台灣車輛向台鐵反映相關問題後，台鐵修改標案部分內容，但台灣車輛仍因技術問題不符標案要求。最後，台灣車輛沒有參與投標。[26]

- 在運轉測試階段當中時任中華民國立法委員江永昌在立法院交通委員會爆料，列車雖然是韓國廠商製造，但中國大陸製零件的佔比過高，根據立法委員江永昌所提供臺鐵EMU900型電聯車各部分製造商可看見，門板與門機設備供應商為法中軌道交通運輸設備（上海）有限公司、空調系統是金鑫美萊克空調系統（無錫）有限公司，風檔則是今創集團；另外集電弓雖然為法商法維萊交通，但該商在中國大陸也有子公司；僅旅客資訊設備為台灣新鈳電子。對此台鐵表示，多次在雙方會議中，有要求立約商盡量採用台灣廠商產品，並提供國內廠商名單供現代樂鐵公司進行媒合參考，列車內仍有台灣製的零件，目前EMU900型電聯車之車窗玻璃、水箱、真空廁所系統、座椅及旅客資訊顯示系統等設施設備製造商都是台灣廠商。[27]

## 營運問題與調整

### 防墜板脫落
2022年4月1日，有民眾發現EMU900防墜板在行駛中脫落搖晃。4月9日，台鐵局回應表示，目前統計防墜板有30件變形及2件折裂案件，已經訂購原廠新品，預定5月前改善完畢，因在3年保固期間內，費用都由韓商樂鐵公司支付。

## 行車事故
- 2024年12月19日：EMU901編組於執勤完4026次區間快車入花蓮機務段內進行洗車時，在車輛移動時因新進調車員指揮不當，不慎撞擊洗車線止衝檔，並造成駕駛室端面嚴重受損。

## 圖片

### 內裝圖片

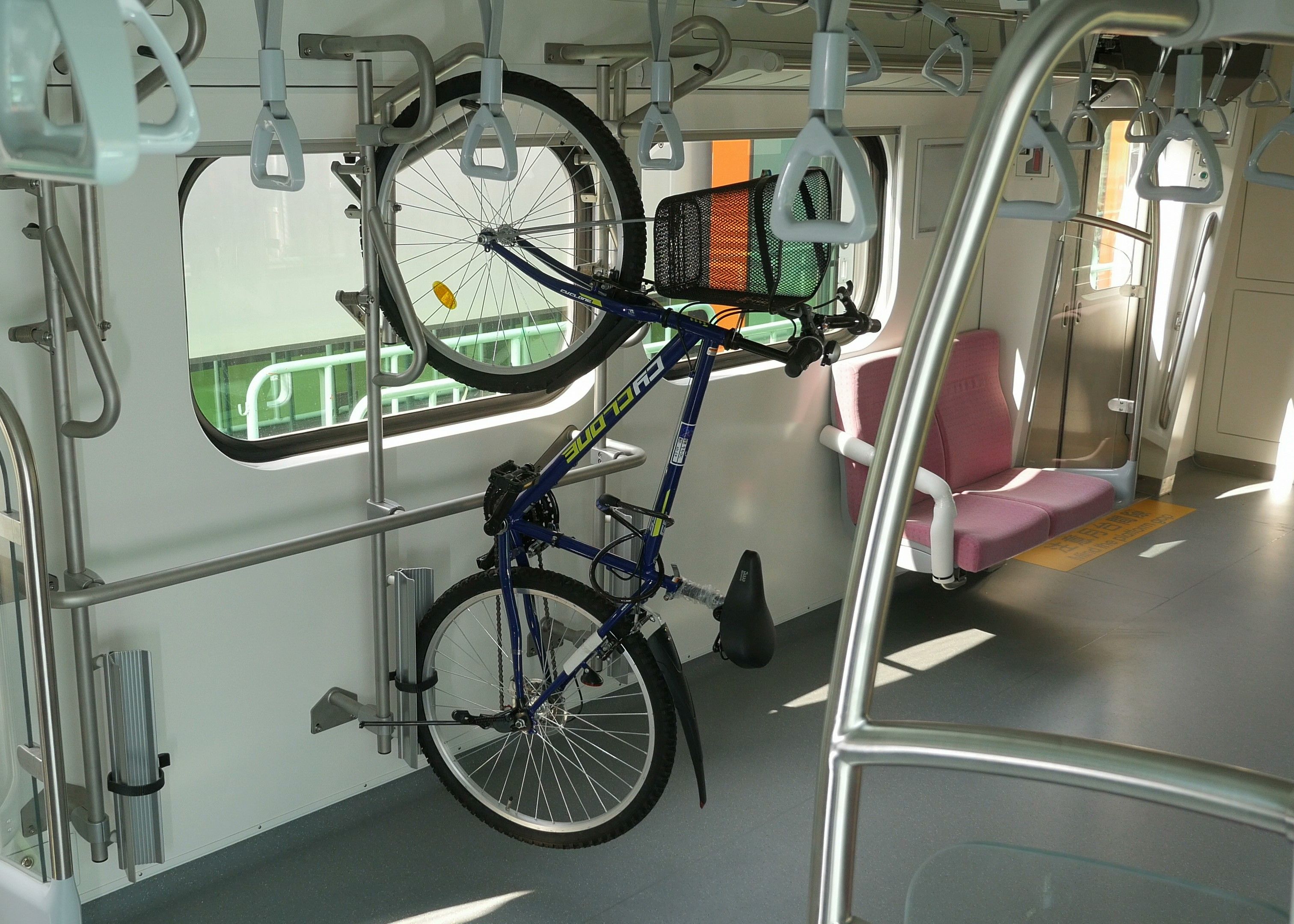
本型車ED車廂設置直立式自行車架，以節省走道空間
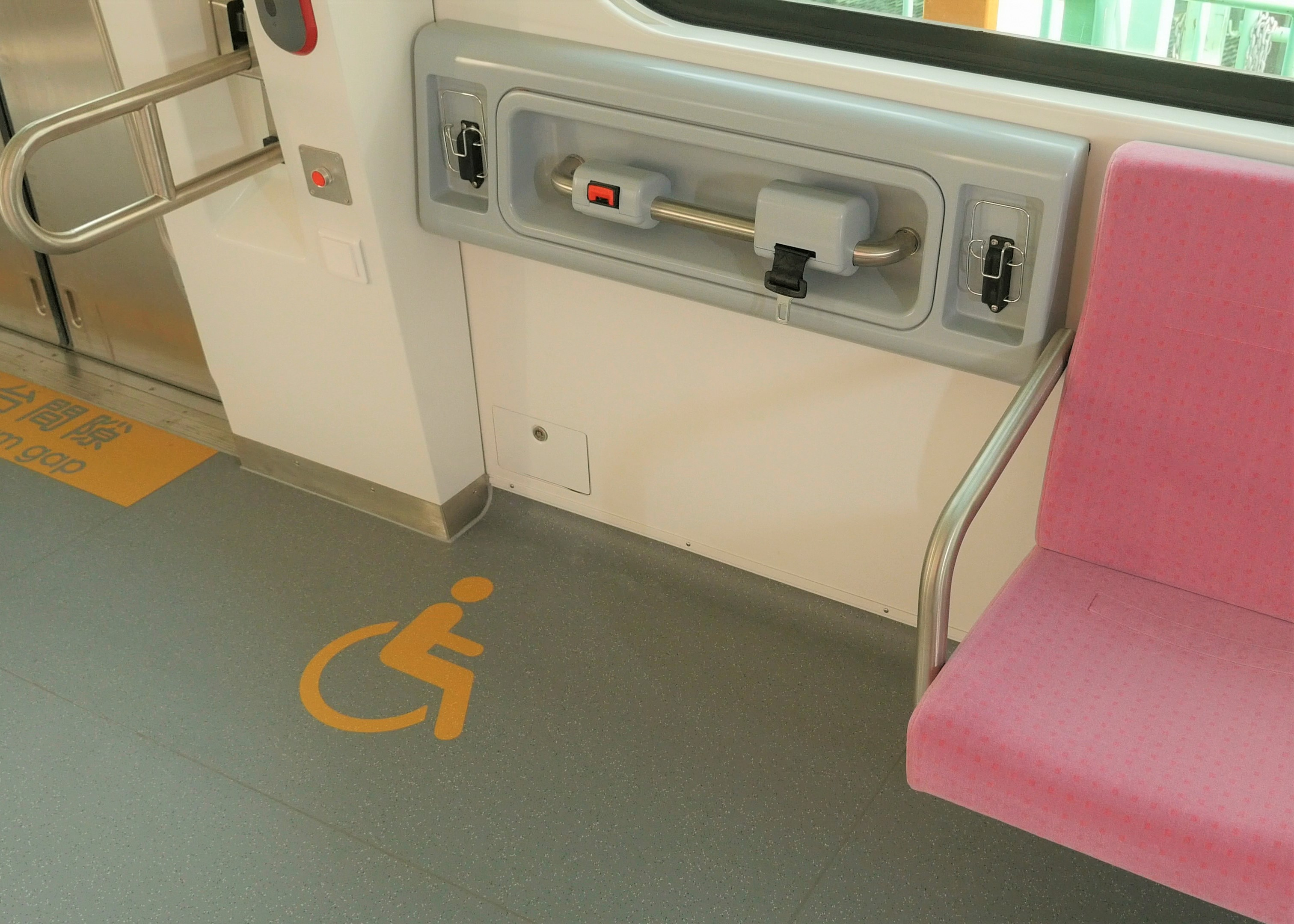
輪椅停靠空間，位於第6車
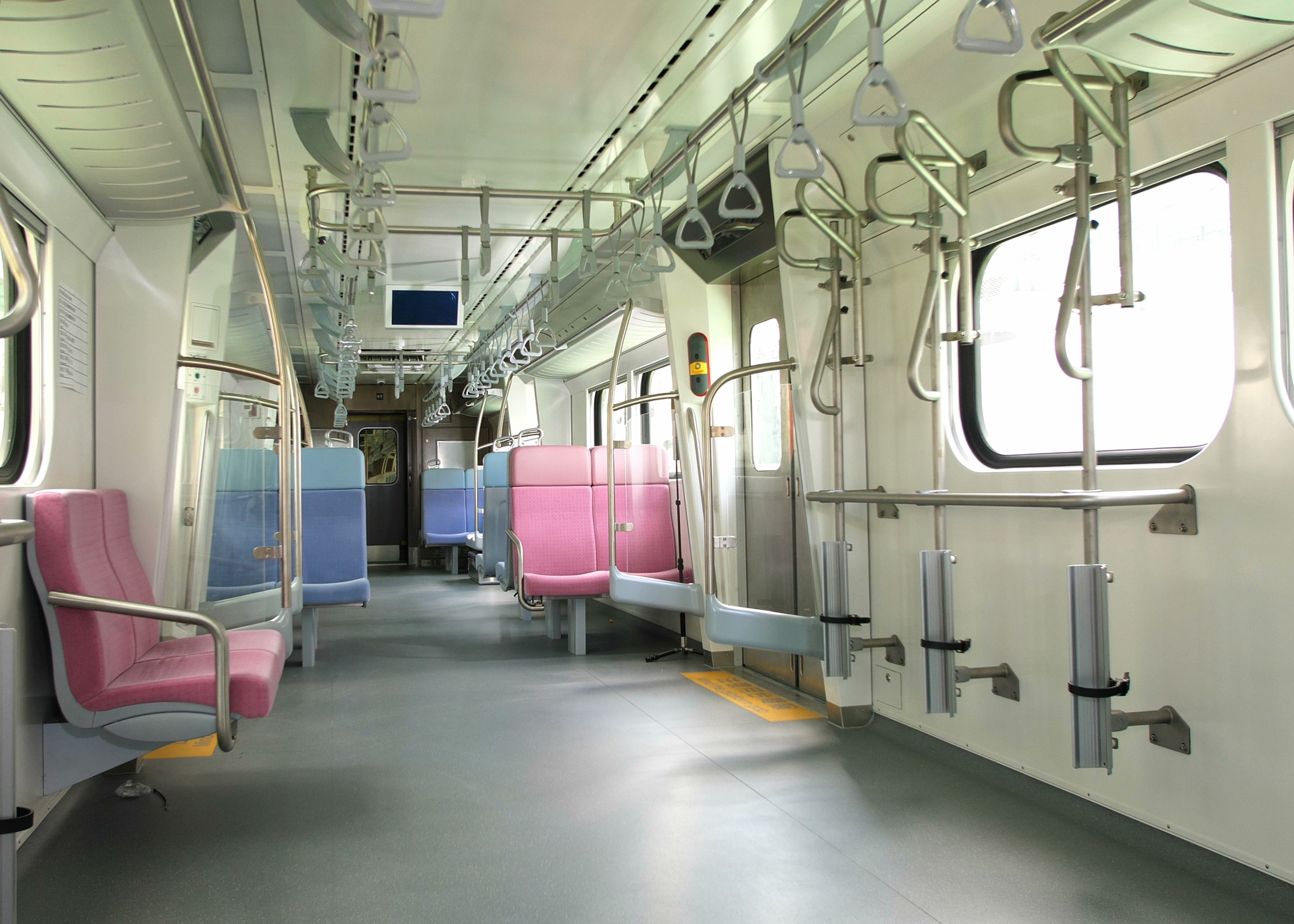
內裝與直立式自行車架，位於第1車和第10車
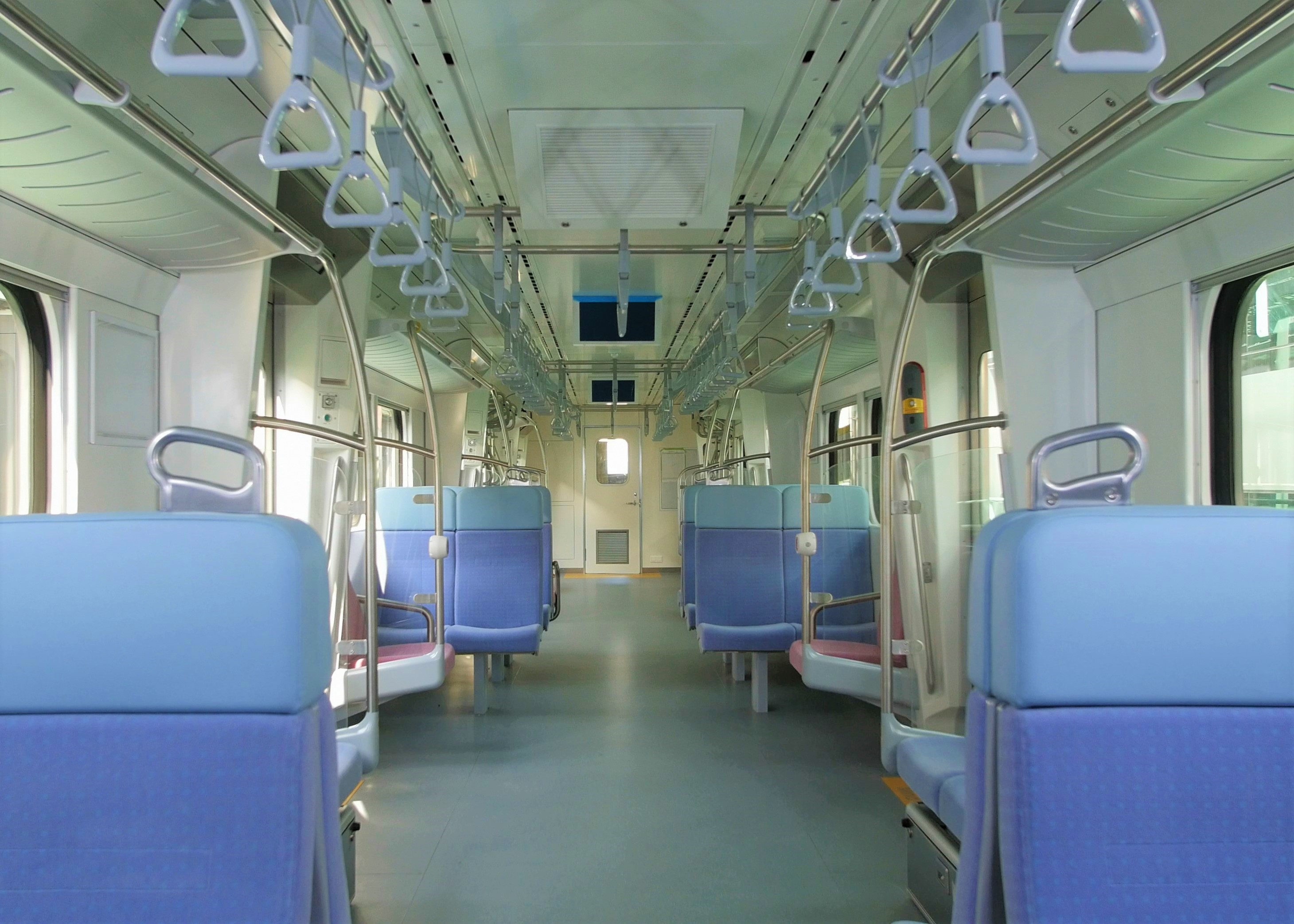
EMU900型之ED車廂內裝，大多數座椅之椅背加高及加裝頭枕，以提升乘坐舒適度。圖片中可看見通往駕駛室的門窗比EMU800還小
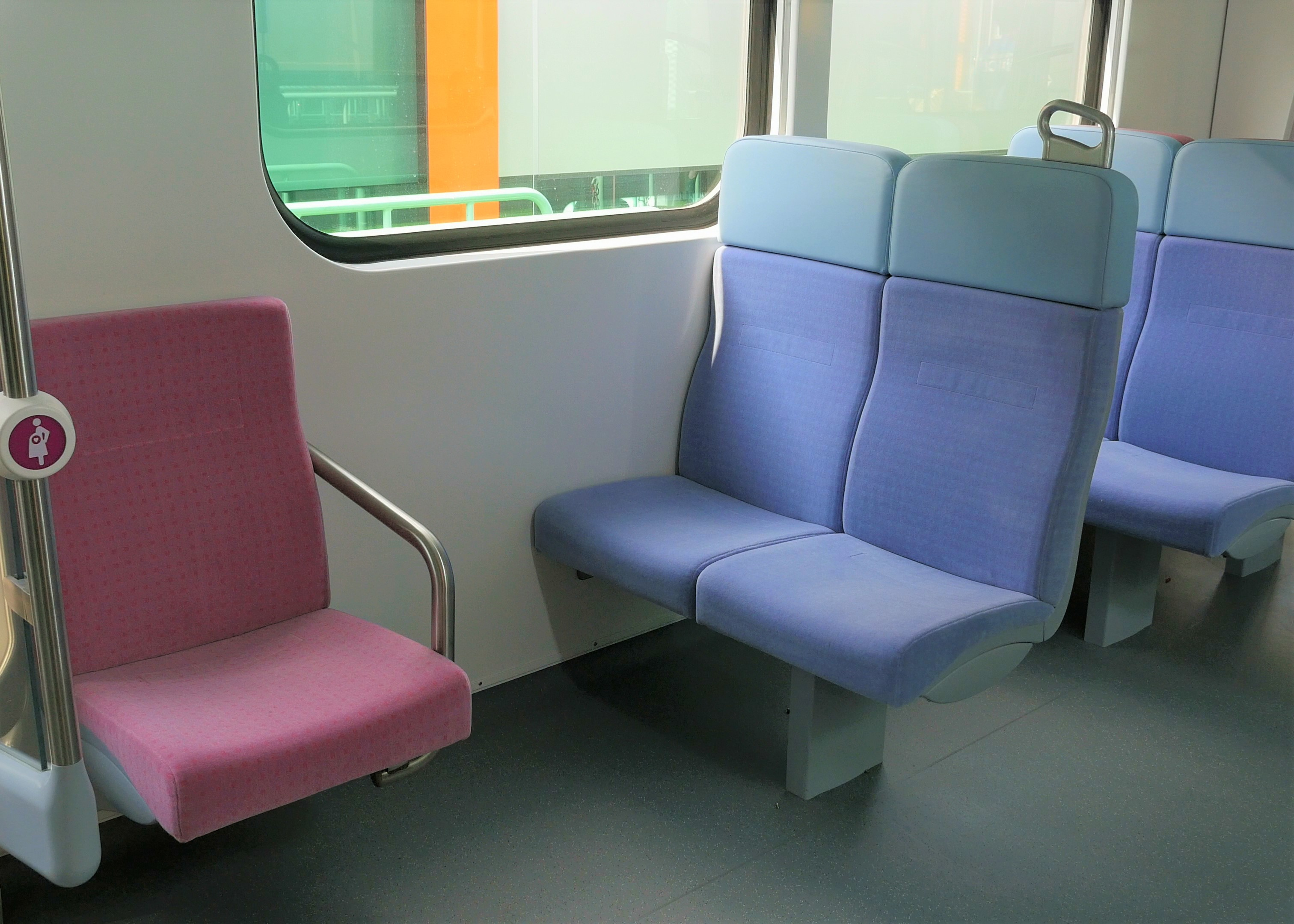
本型車一般座椅配色為粉藍色，博愛座和「好孕到」座椅為粉紅色
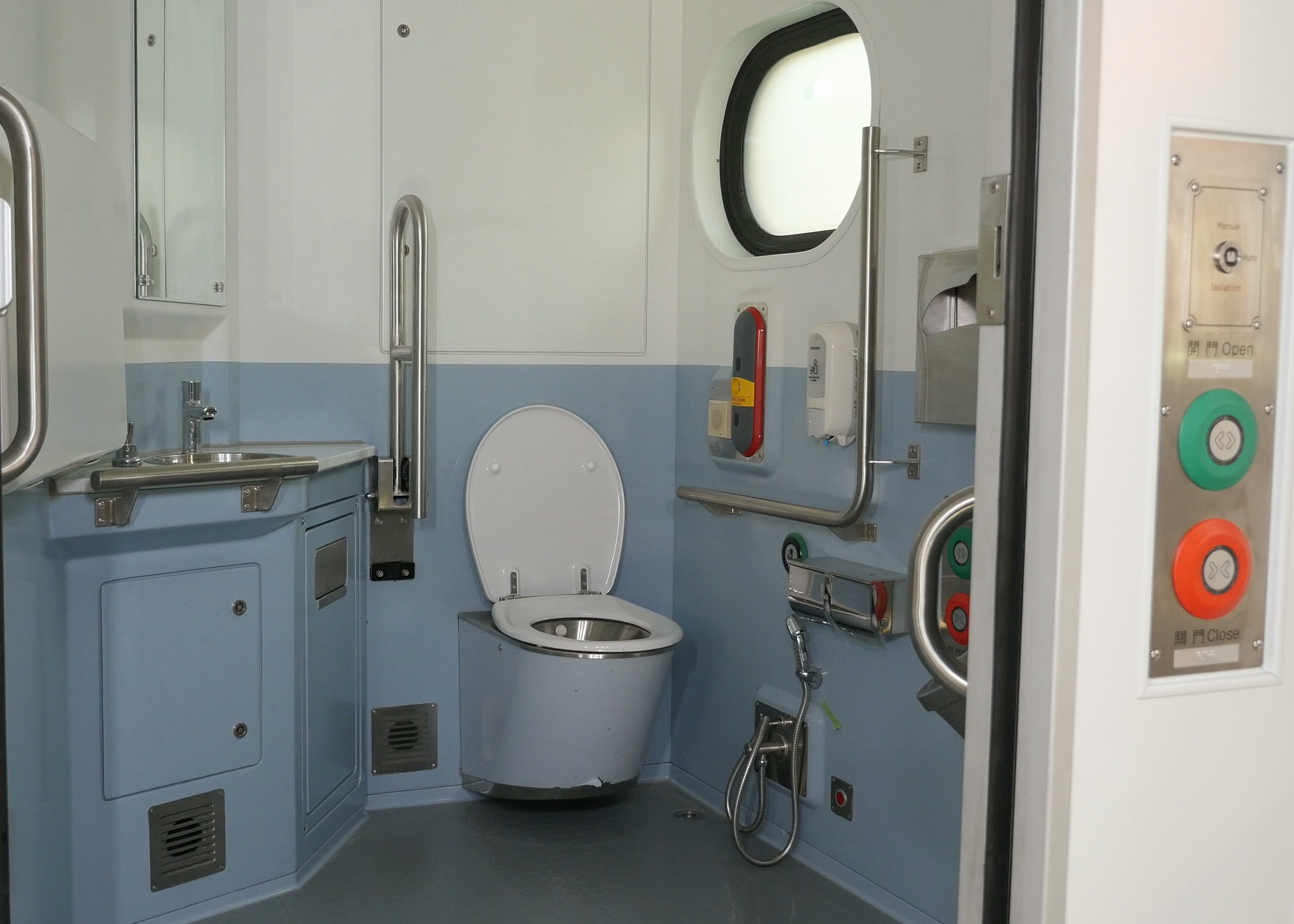
多功能無障礙廁所，位於第6車
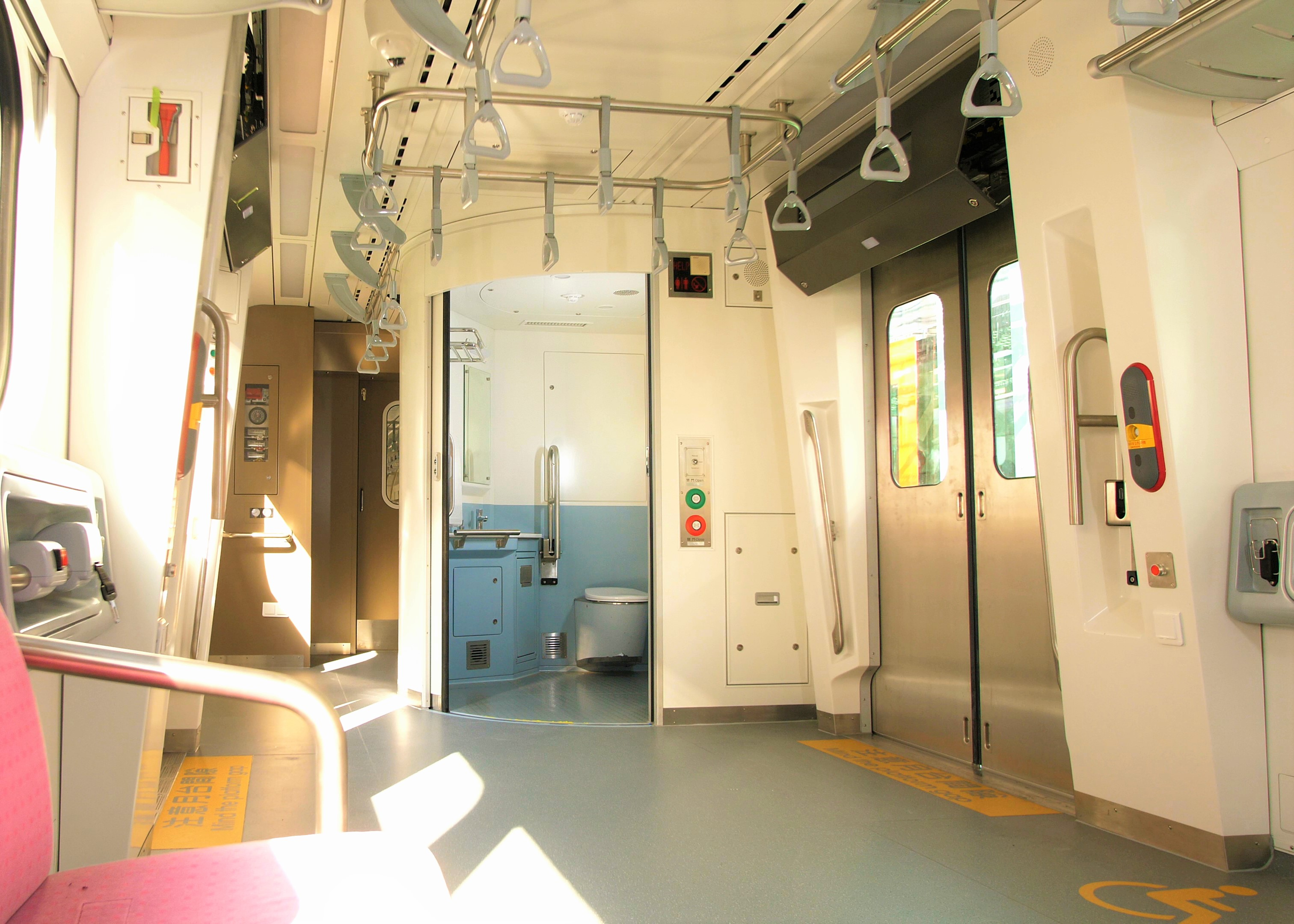
第6車之上下台門與廁所
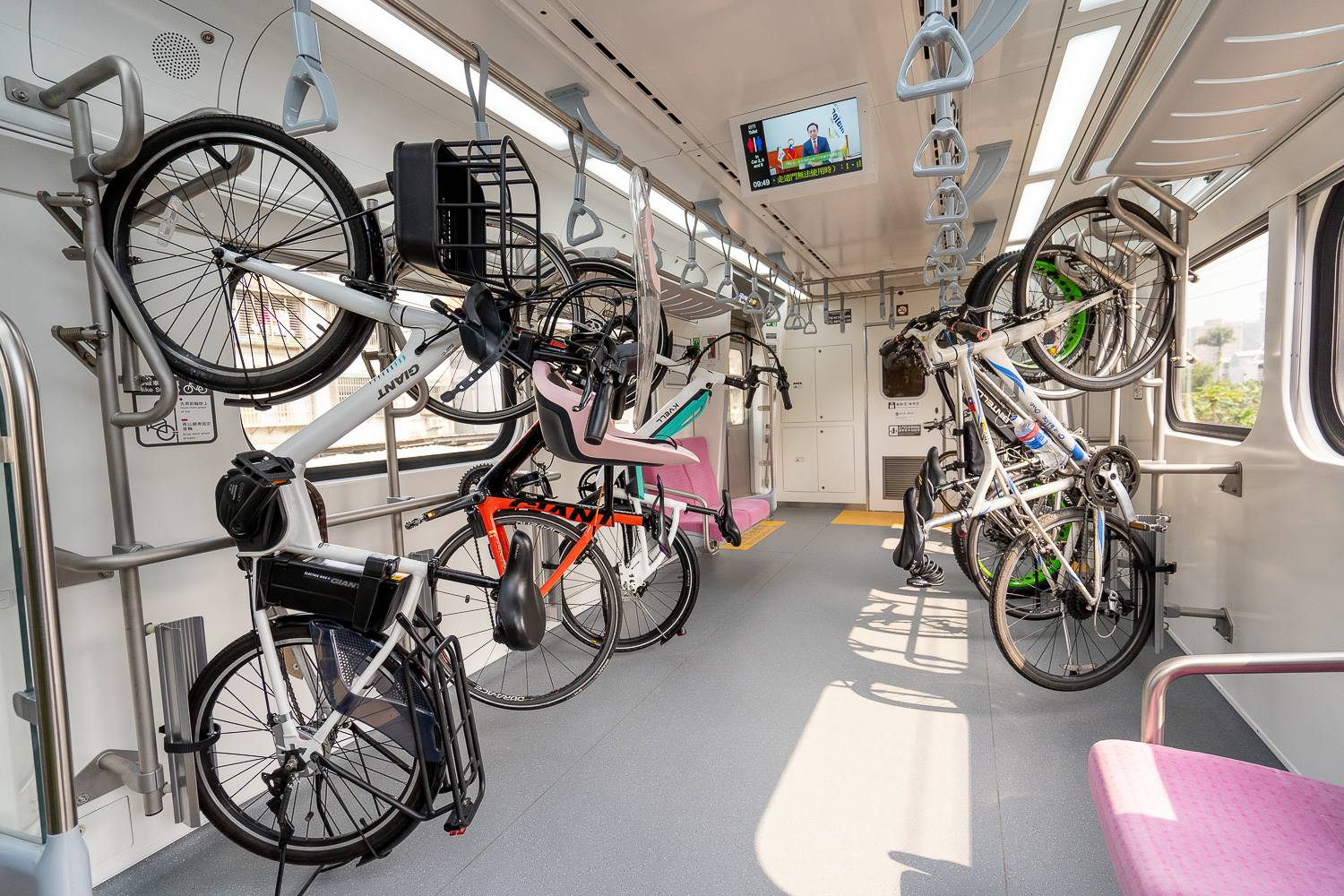
自行車實際安裝樣式
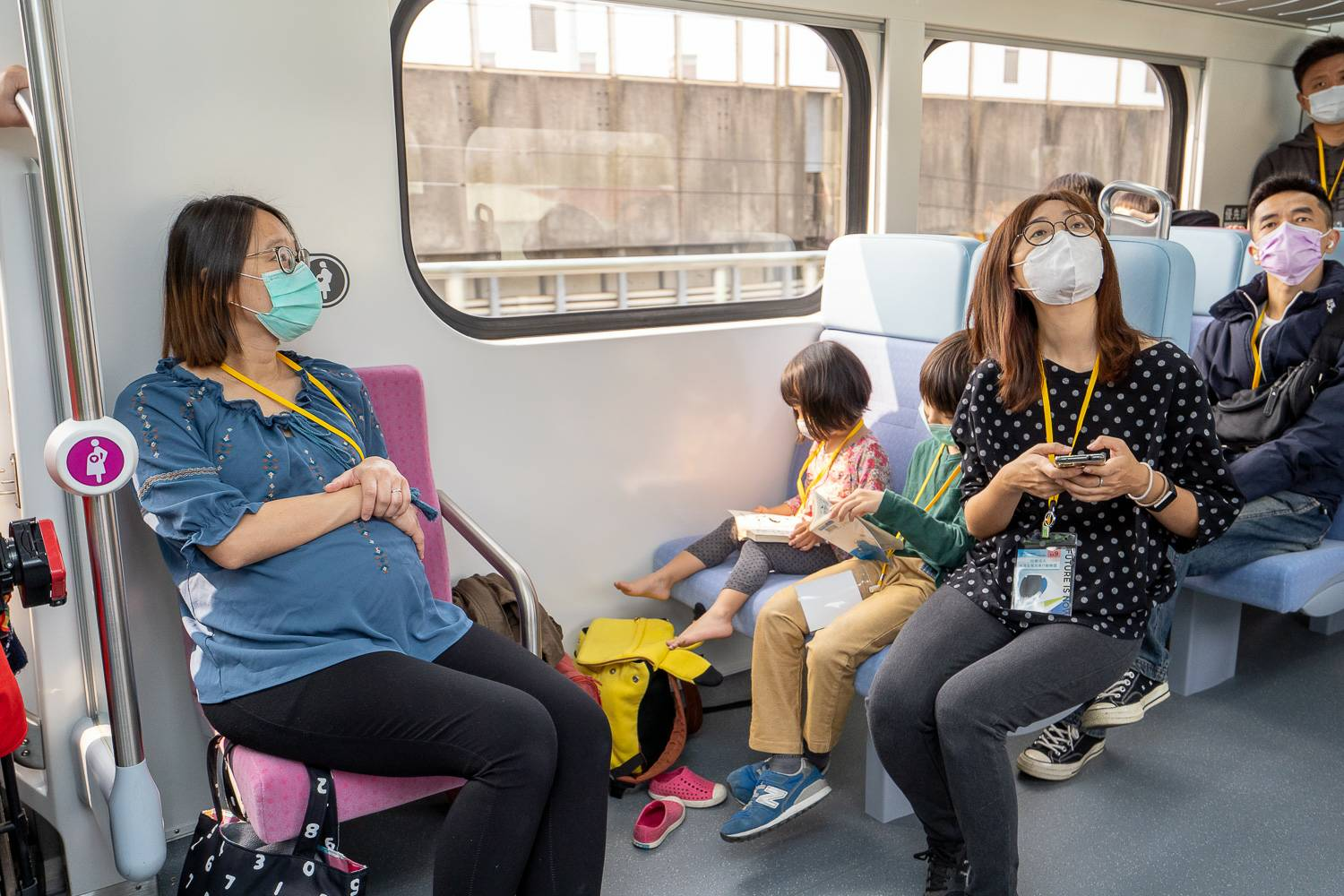
孕婦乘坐「好孕到」座位
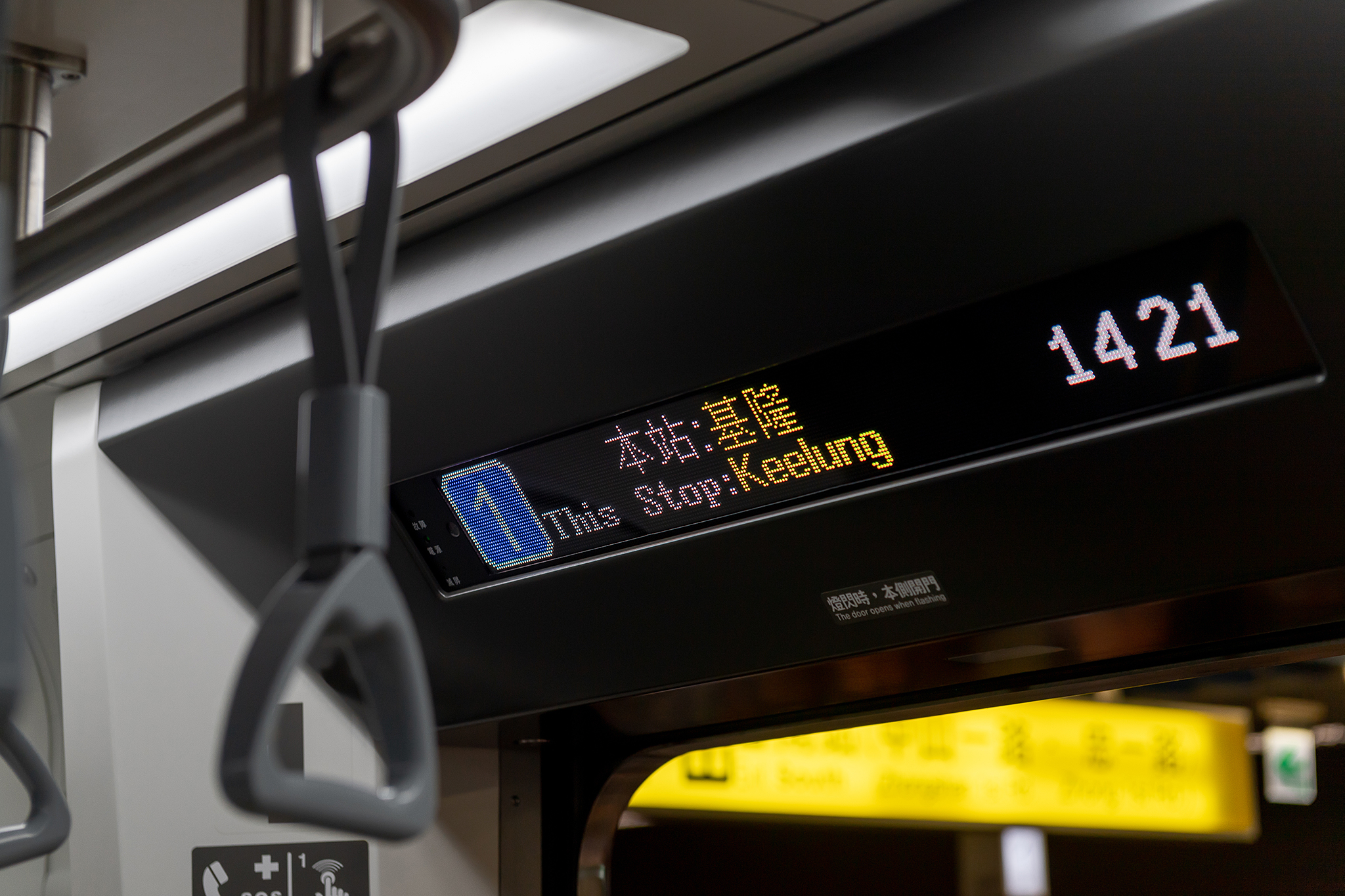
車門上列車資訊顯示器
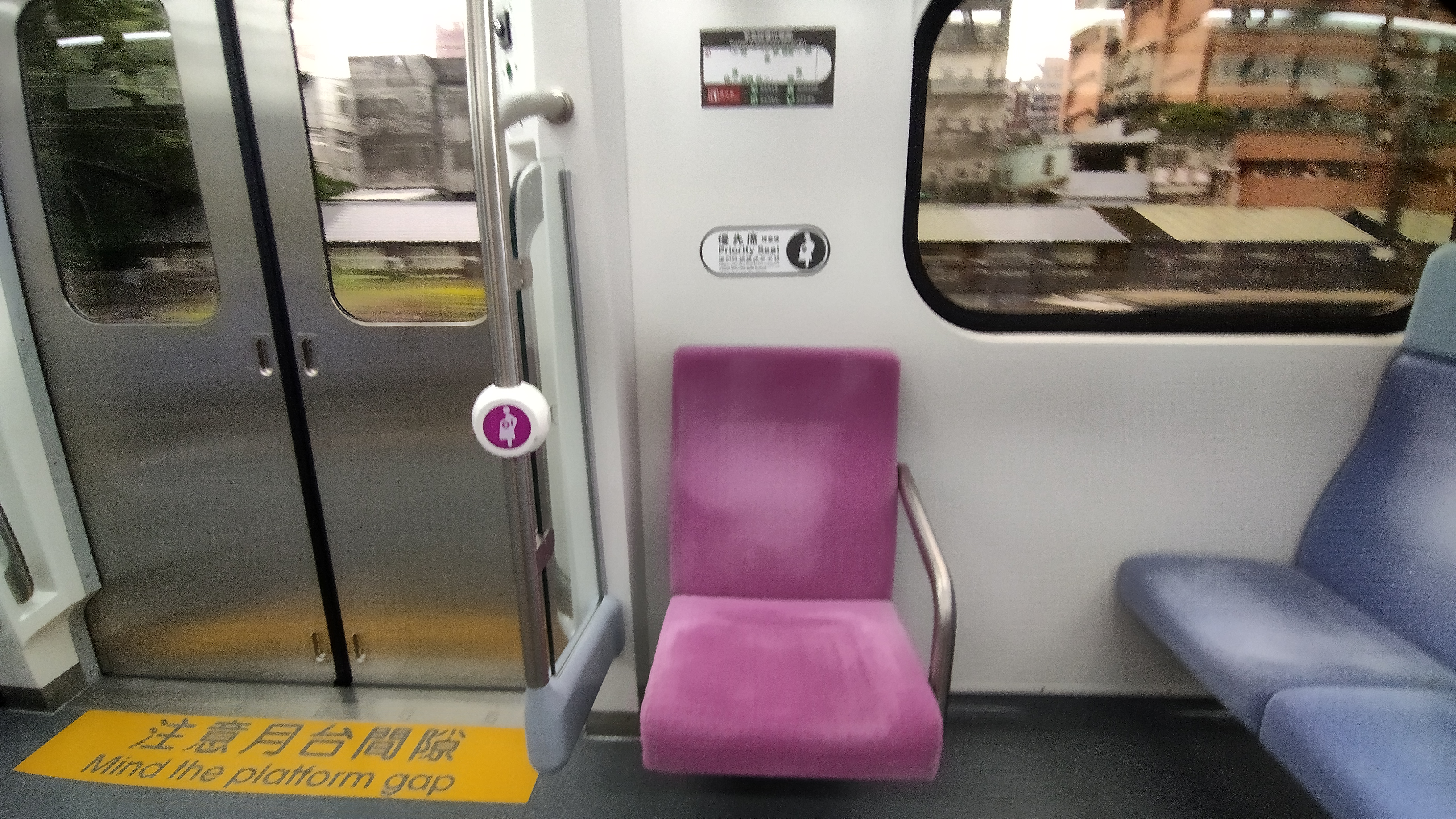
「好孕到」座椅，為孕婦優先座位
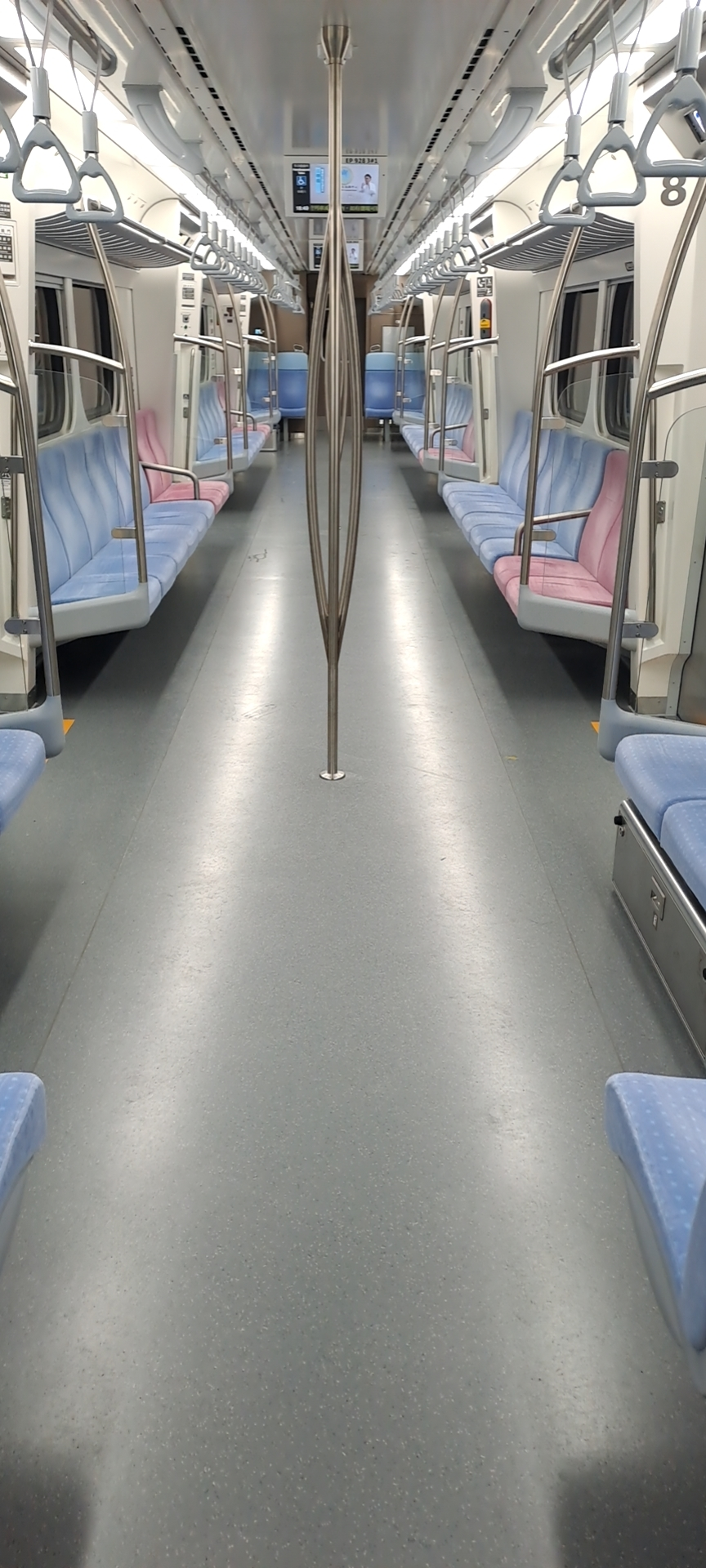
一字型排列的座椅

### 外觀圖片

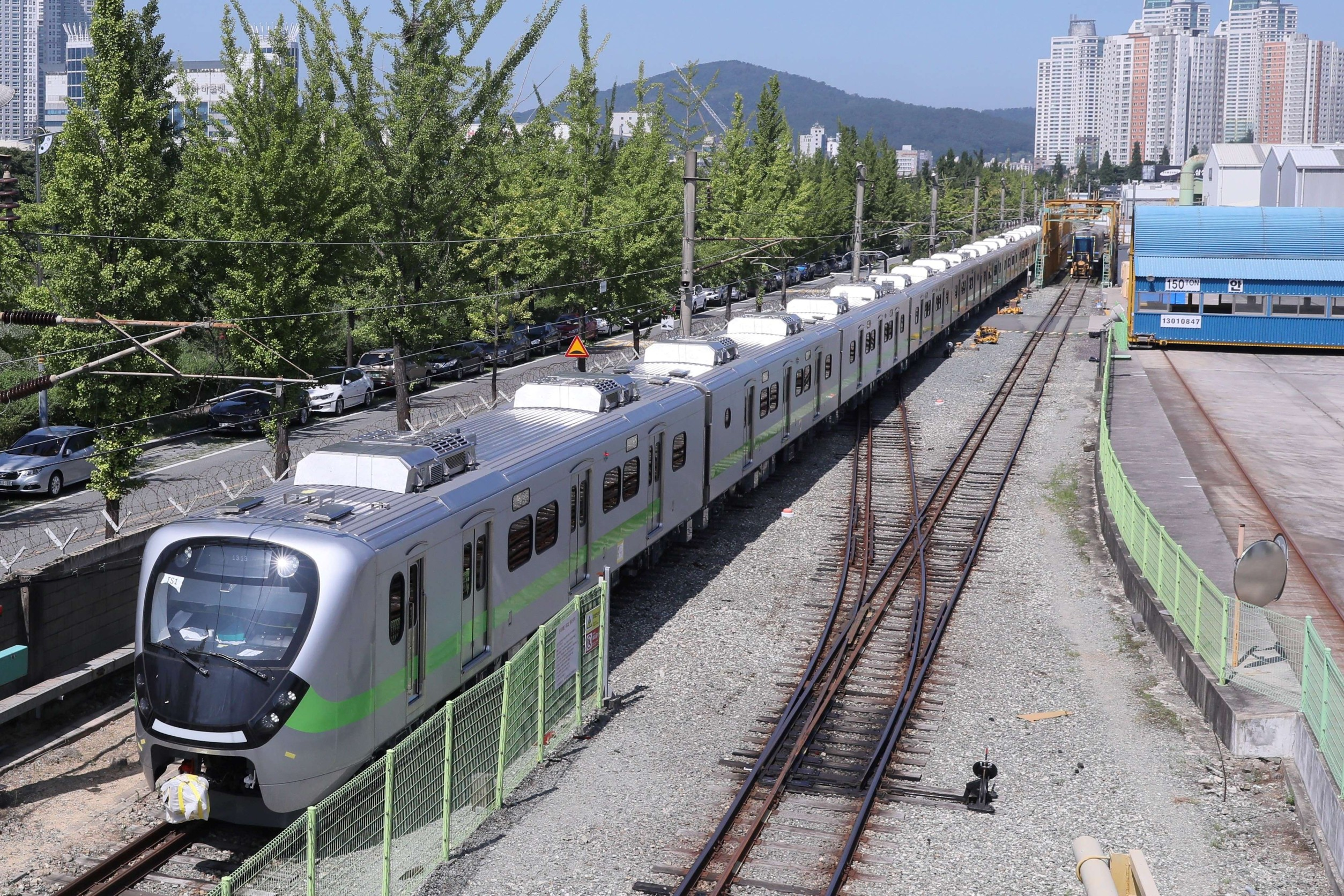
臺鐵EMU900於現代Rotem昌原工廠停留線
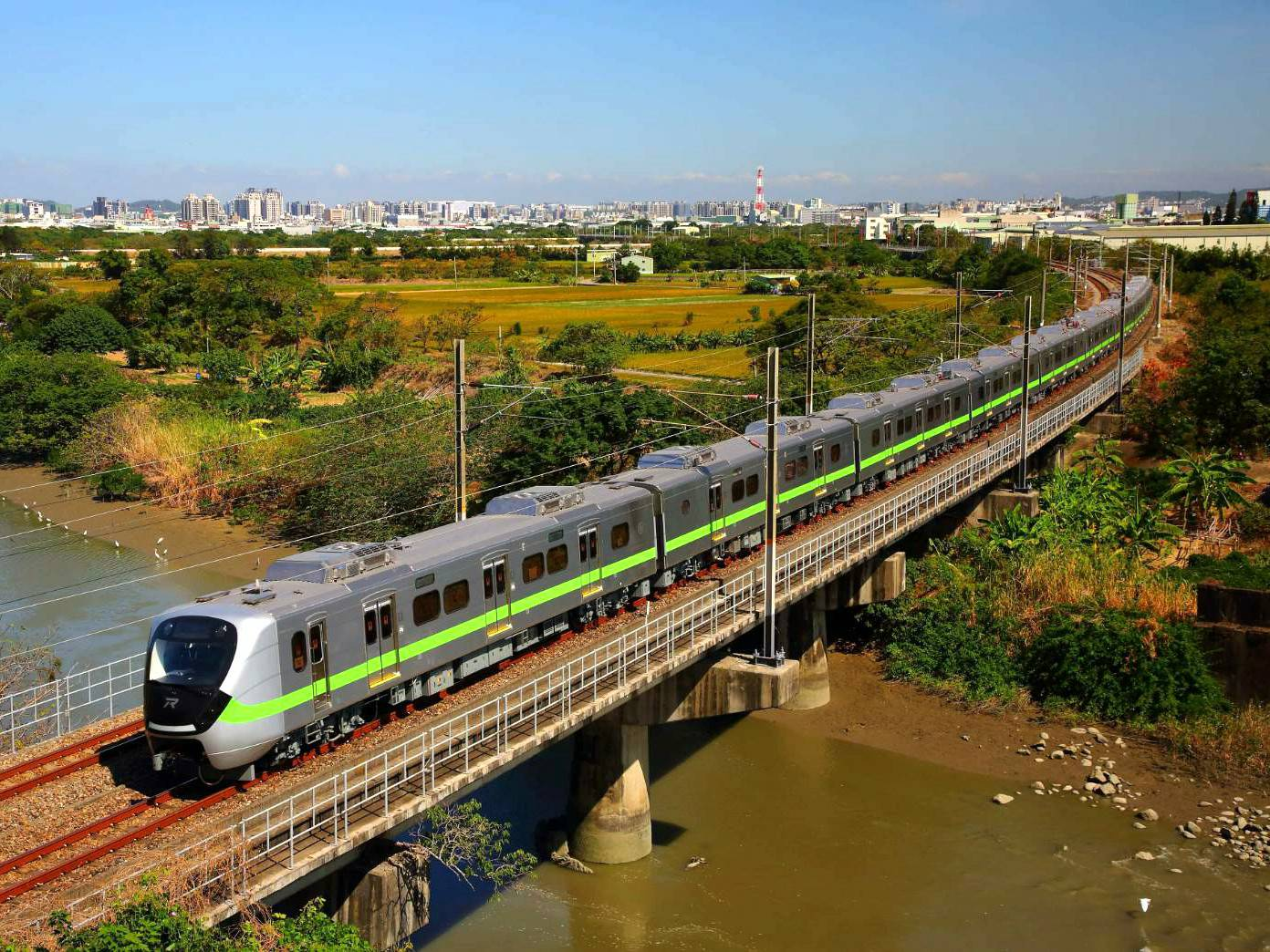
臺鐵EMU900型電聯車
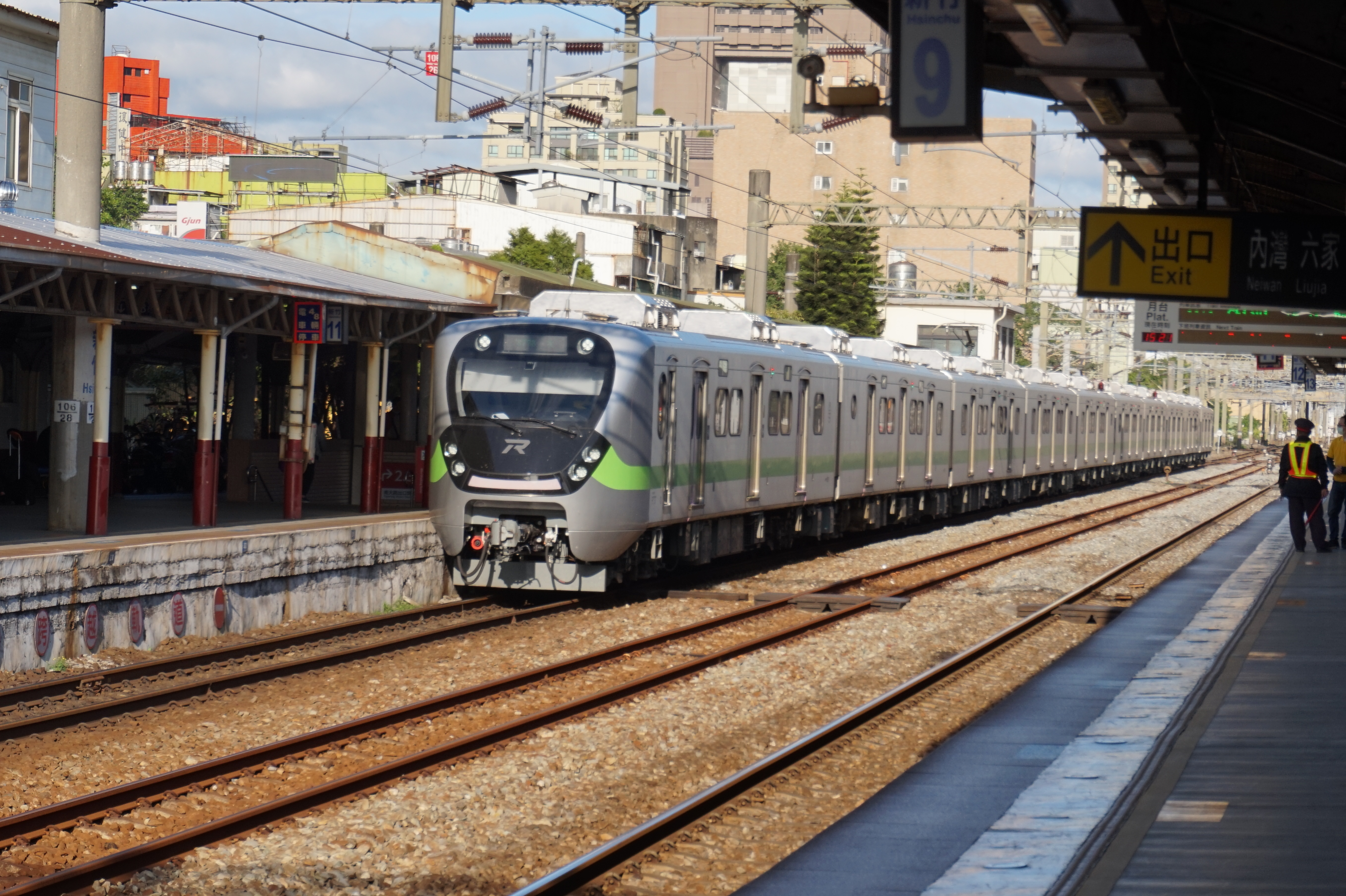
EMU900駛離新竹車站
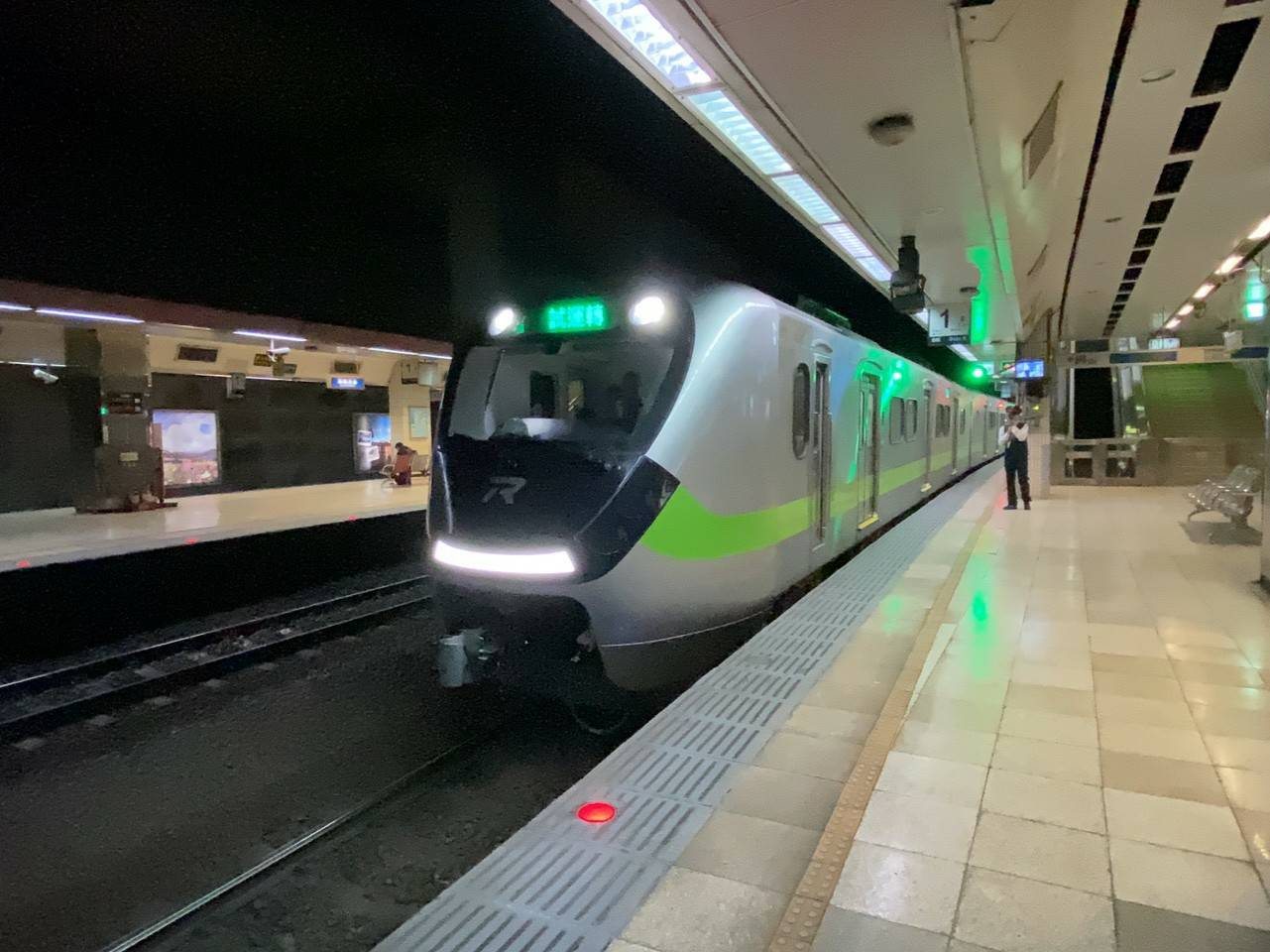
EMU900於台北車站
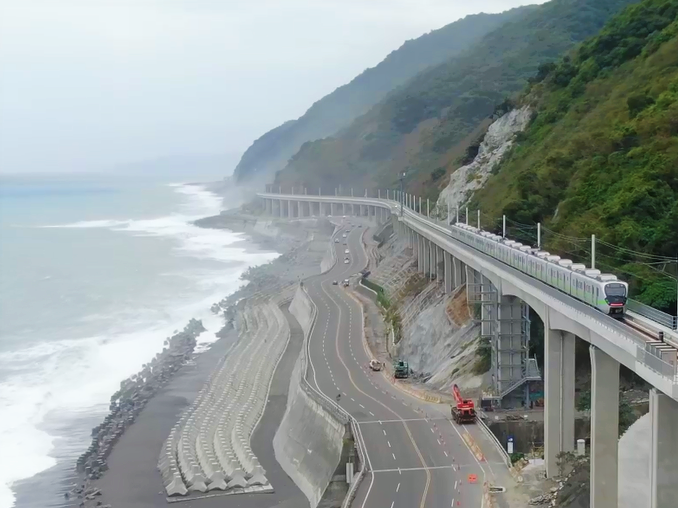
EMU900南迴線首航試運轉
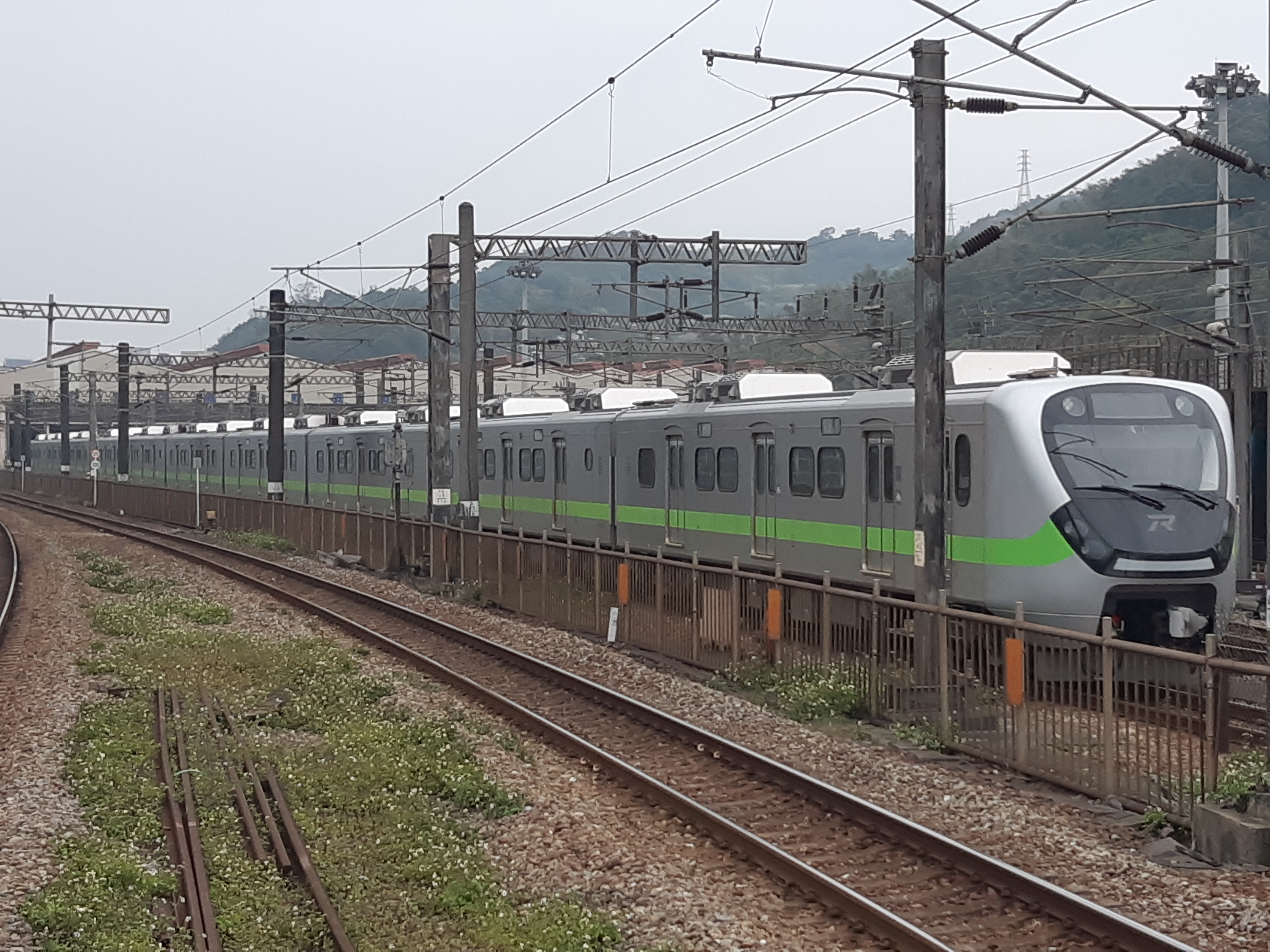
停在樹林調車場的EMU900型電聯車
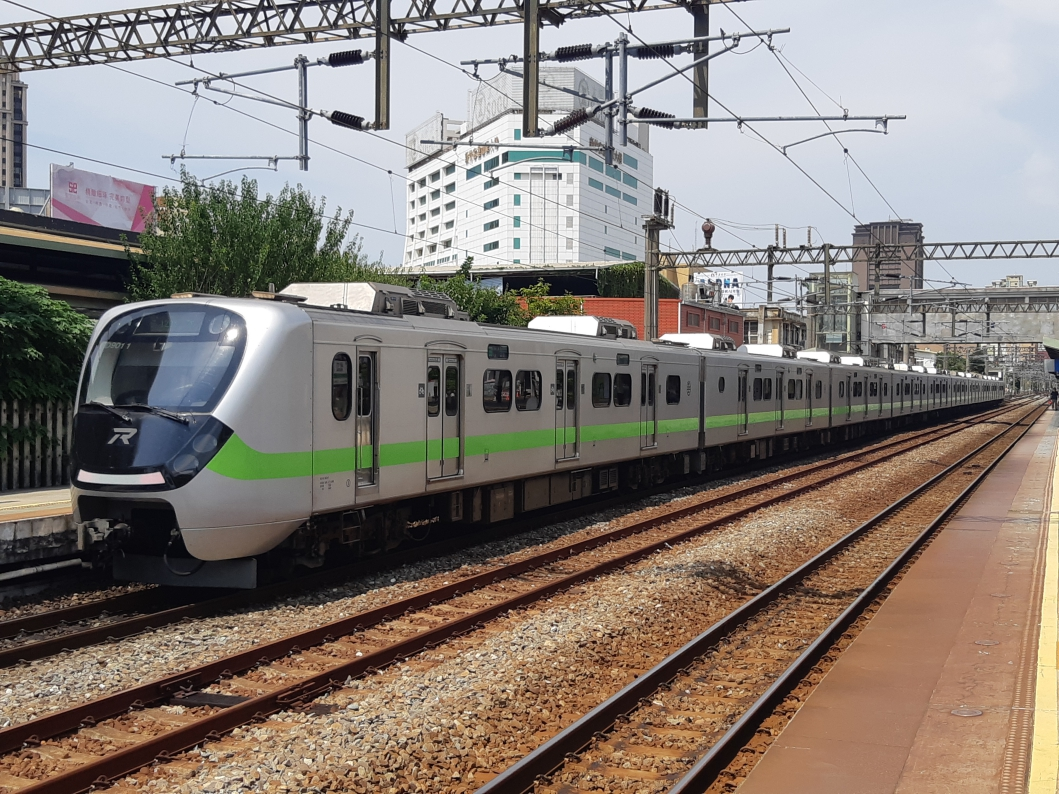
EMU900停靠新竹車站
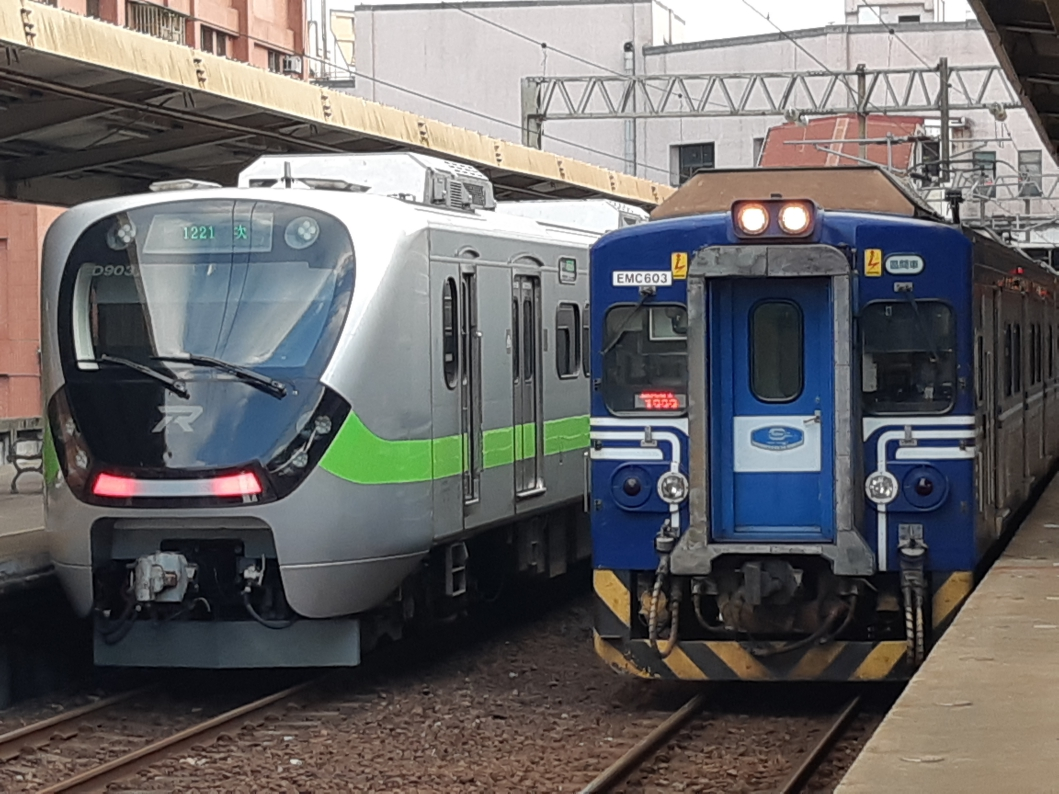
兩代韓國製電聯車EMU900型(左)與EMU600型(右)
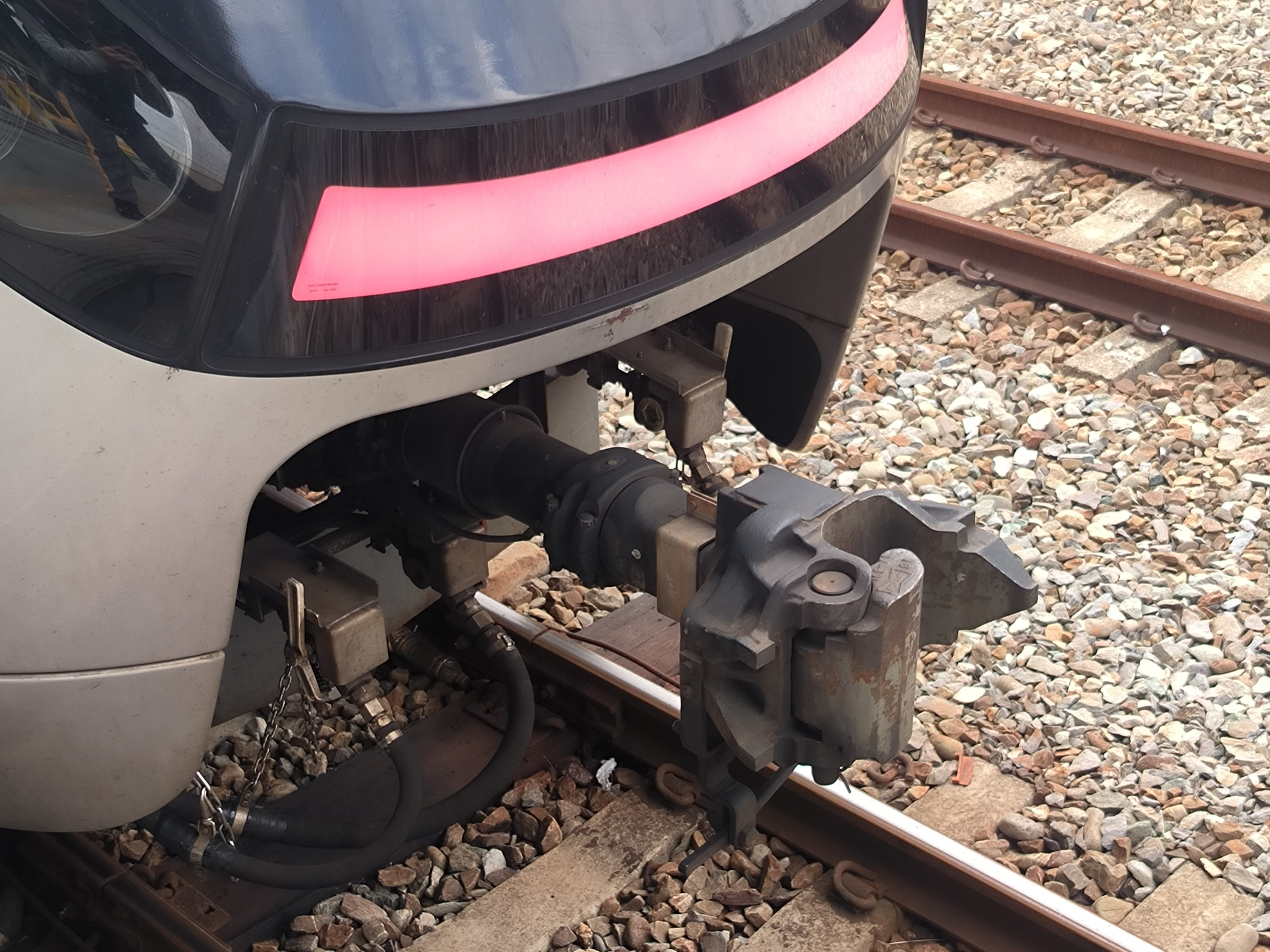
EMU900型列車第10車（ED905 2）的順行端車鉤特寫